# Formiga-de-fogo-vermelha
A formiga-de-fogo ou formiga-de-fogo-vermelha (nome científico: Solenopsis invicta) é uma espécie de formiga do gênero Solenopsis e subfamília dos mirmicíneos (Myrmicinae) nativa da América do Sul (Brasil, Argentina, Uruguai e Paraguai). Foi descrita pelo entomologista suíço Felix Santschi como uma variante de Solenopsis saevissima em 1916. Seu nome específico atual invicta foi dado à formiga em 1972 como uma espécie separada. No entanto, a variante e a espécie eram a mesma formiga, e o nome foi preservado devido ao seu amplo uso. Embora de origem sul-americana, a formiga-de-fogo-vermelha foi acidentalmente introduzida na Austrália, Nova Zelândia, vários países asiáticos e caribenhos e nos Estados Unidos. É polimórfica, pois as operárias aparecem em diferentes formas e tamanhos. As cores da formiga são vermelhas e um pouco amareladas com um gáster marrom ou preto, mas os machos são totalmente pretos. São dominantes em áreas alteradas e vivem numa grande variedade de habitats. Podem ser encontrados em florestas tropicais, áreas perturbadas, desertos, pastagens, ao longo de estradas e edifícios e em equipamentos elétricos. As colônias formam grandes montes construídos a partir do solo sem entradas visíveis porque os túneis de forrageamento são construídos e as operárias emergem longe do ninho.
Essas formigas exibem grande variedade de comportamentos, como construir jangadas quando percebem que o nível da água está subindo. Também mostram comportamento necrofórico, onde companheiros de ninho descartam restos ou formigas mortas em pilhas de lixo fora do ninho. O forrageamento ocorre em dias quentes ou mornos, embora possam permanecer ao ar livre à noite. As operárias se comunicam por uma série de semioquímicos e feromônios, que são usados para recrutamento, forrageamento e defesa. São onívoras e comem mamíferos mortos, artrópodes, insetos, sementes e substâncias doces, como melada de insetos hemípteros com os quais desenvolveram relações. Os predadores incluem aracnídeos, pássaros e muitos insetos, incluindo outras formigas, libélulas, lacrainhas (dermápteros) e besouros (coleópteros). A formiga é hospedeira de parasitas e de vários patógenos, nematoides e vírus, que têm sido vistos como potenciais agentes de controle biológico. O voo nupcial ocorre durante as estações quentes, e os alados podem acasalar por até 30 minutos. A fundação da colônia pode ser feita por uma única rainha ou por um grupo de rainhas, que mais tarde disputam o domínio assim que surgem as primeiras operárias. As operárias podem viver vários meses, enquanto as rainhas podem viver anos; o número de colônias pode variar de 100 a 250 mil indivíduos. Existem duas formas de sociedade na formiga-de-fogo-vermelha: colônias poligínicas (ninhos com várias rainhas) e colônias monogínicas (ninhos com uma rainha).
O veneno desempenha papel importante na vida da formiga, pois é usado para capturar presas ou para defesa. Cerca de 95% do veneno consiste em alcaloides de piperidina insolúveis em água conhecidos como solenopsinas, com o restante compreendendo uma mistura de proteínas tóxicas que podem ser particularmente potentes em humanos sensíveis. Mais de 14 milhões de pessoas são picadas por elas nos Estados Unidos anualmente, onde se espera que muitos desenvolvam alergia ao veneno. A maioria das vítimas apresenta queimação e inchaço intensos, seguidos pela formação de pústulas estéreis, que podem permanecer por vários dias. No entanto, 0,6% a 6,0% das pessoas podem sofrer de anafilaxia, que pode ser fatal se não for tratada. Os sintomas comuns incluem tontura, dor no peito, náusea, sudorese intensa, pressão arterial baixa, perda de ar e fala arrastada. Mais de 80 mortes foram registradas em ataques de formigas-de-fogo. O tratamento depende dos sintomas; aqueles que apenas sentem dor e formação de pústulas não requerem atenção médica, mas aqueles que sofrem de anafilaxia recebem epinefrinas. A imunoterapia com extrato de corpo inteiro é usada para tratar vítimas e é considerada altamente eficaz.
A formiga é vista como praga notória, causando bilhões de dólares em danos anualmente e impactando a vida selvagem. As formigas prosperam em áreas urbanas, então sua presença pode impedir atividades ao ar livre. Os ninhos podem ser construídos sob estruturas como pavimentos e fundações, o que pode causar problemas estruturais ou derrubá-los. Não apenas podem danificar ou destruir estruturas, mas também podem danificar equipamentos e infraestrutura e afetar os valores de negócios, terrenos e propriedades. Na agricultura, podem danificar plantações e máquinas e ameaçar pastagens. São conhecidas por invadir grande variedade de culturas e montes construídos em terras agrícolas podem impedir a colheita. Também representam ameaça aos animais e o gado, podendo causar ferimentos graves ou matá-los, especialmente animais jovens, fracos ou doentes. Apesar disso, podem ser benéficas porque consomem insetos-praga comuns nas plantações. Métodos comuns de controle dessas formigas incluem iscas e fumigação; outros métodos podem ser ineficazes ou perigosos. Devido à sua notoriedade e importância, a formiga tornou-se um dos insetos mais estudados do planeta, rivalizando até com a abelha-europeia (Apis mellifera). É atualmente uma das mais importantes pragas invasoras em alguns lugares do planeta. Foi uma das primeiras formigas a ter o genoma publicado, na revista científica americana PNAS. Consta em octogésimo sexto na lista das 100 das espécies exóticas invasoras mais daninhas do mundo da União Internacional para a Conservação da Natureza (UICN).

## Etimologia e nome comum
O epíteto específico da formiga-de-fogo-vermelha, invicta, deriva do latim e significa "invencível". O epíteto se origina da frase Roma invicta, usada como citação inspiradora até a Queda do Império Romano do Ocidente em 476. O nome genérico, Solenopsis, se traduz como "aparência" ou "rosto" do grego antigo. É um composto de duas palavras do grego antigo - solen, que significa "cachimbo" ou "canal", e opsis, que significa "aparência" ou "visão". Nos Estados Unidos é comumente conhecida como formiga-de-fogo-importada-vermelha (abreviada como RIFA). Outro nome popular, "lava-pés", é por causa da sensação de queimação causada por sua picada. Nomes alternativos incluem: a "formiga-de-fogo", "formiga-vermelha" ou "formiga-vagabunda". No Brasil é chamada toicinhera, que deriva da palavra portuguesa toicinho (gordura de porco).

## Taxonomia

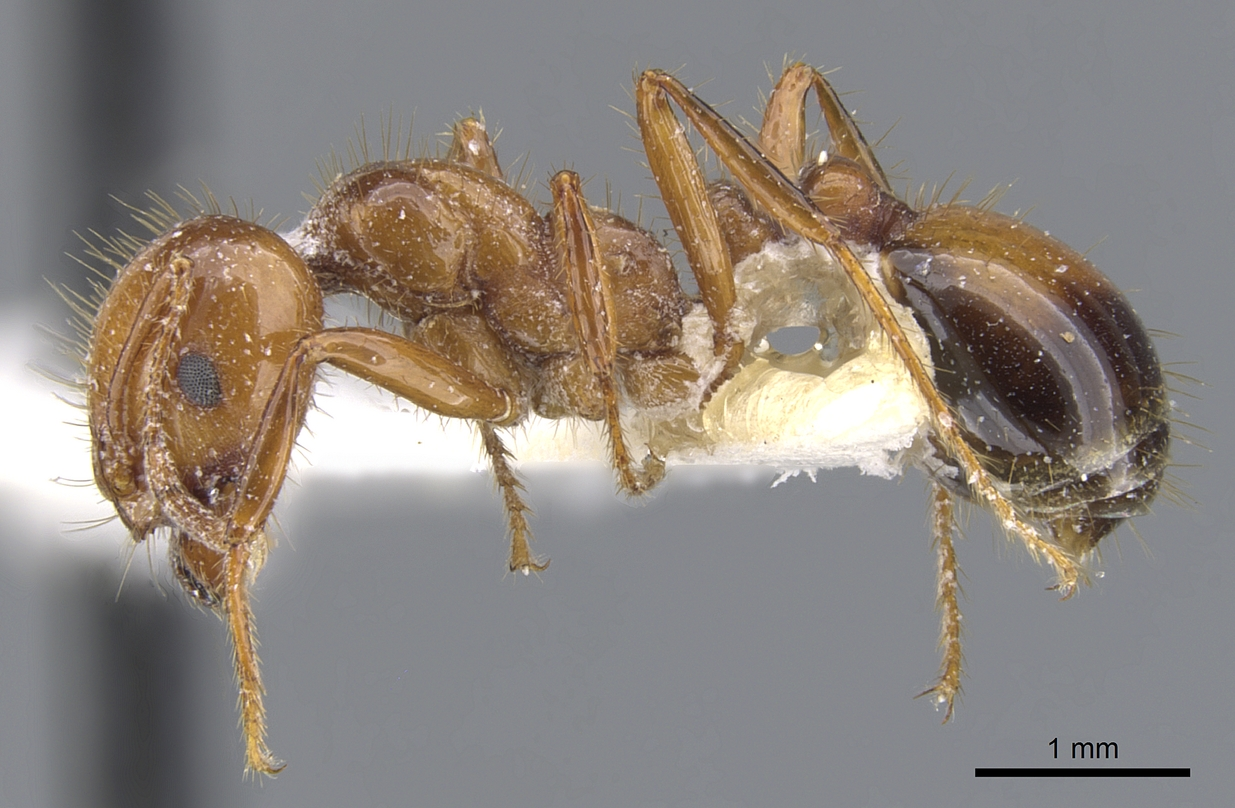
Espécime parátipo coletado no Brasil

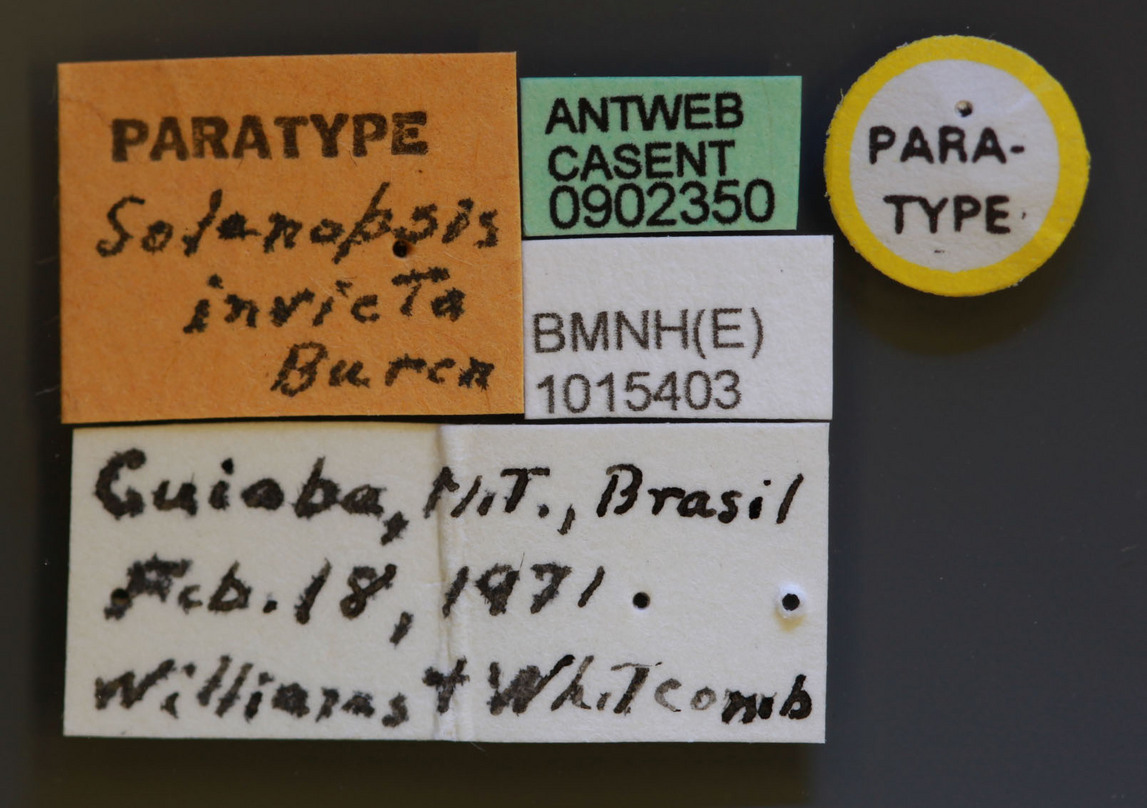
Rótulo de operária parátipa

A formiga-de-fogo-vermelha foi descrita pela primeira vez pelo entomólogo suíço Felix Santschi num artigo de jornal de 1916 publicado pela Physis. Originalmente chamada Solenopsis saevissima wagneri de uma operária sintípica coletada em Santiago del Estero, Argentina, Santschi acreditava que a formiga era uma variante de Solenopsis saevissima; o epíteto específico, wagneri, deriva do sobrenome de E. R. Wagner, que coletou os primeiros espécimes. O material tipo está atualmente alojado no Museu de História Natural de Basileia, Suíça, mas operárias tipo adicionais possivelmente estão alojadas no Museu Nacional de História Natural, Paris. Em 1930, o mirmecólogo americano William Creighton revisou o gênero Solenopsis e reclassificou o táxon como Solenopsis saevissima electra wagneri no nível infrassubespecífico, notando que não poderia coletar nenhuma operária que se referisse à descrição original de Santschi. Em 1952, o complexo de espécies de S. saevissima foi examinado e, junto com nove outros nomes de grupos de espécies, S. saevissima electra wagneri foi sinonimizado com S. saevissima saevissima. Essa reclassificação foi aceita pelo entomólogo australiano George Ettershank em sua revisão do gênero e no catálogo de formigas neotropicais de Walter Kempf de 1972.
Em 1972, o entomólogo americano William Buren descreveu o que pensava ser uma nova espécie, chamando-a de Solenopsis invicta. Buren coletou uma operária holotípica de Cuiabá, em Mato Grosso, Brasil, e forneceu a primeira descrição oficial da formiga num artigo de jornal publicado pela Sociedade Entomológica da Geórgia. Acidentalmente escreveu invicta como invica [sic] acima das páginas de descrição da espécie, embora estivesse claro que invicta era a grafia pretendida por causa do uso constante do nome no artigo. O material tipo está atualmente alojado no Museu Nacional de História Natural, Washington, D.C..
Numa revisão de 1991 do complexo de espécies, o entomólogo americano James Trager sinonimizou S. saevissima electra wagneri e S. wagneri. Trager cita incorretamente Solenopsis saevissima electra wagneri como o nome original, acreditando erroneamente que o nome S. wagneri não estava disponível e usou o nome de Buren S. invicta. Trager acreditava anteriormente que S. invicta era coespecífico com S. saevissima até comparar o material com S. wagneri. Trager observa que, embora S. wagneri tenha prioridade sobre S. invicta, o nome nunca foi usado acima da classificação infrasubespecífica. O uso do nome desde Santschi não foi associado a espécimes coletados e, como resultado, é nomen nudum. Em 1995, o mirmecólogo inglês Barry Bolton corrigiu o erro de Trager, reconhecendo S. wagneri como o nome válido e sinonimizando S. invicta. Ele afirma que Trager erroneamente classificou S. wagneri como um nome indisponível e cita S. saevissima electra wagneri como o táxon original. Ele conclui que S. wagneri é, de fato, o nome original e tem prioridade sobre S. invicta.
Em 1999, Steve Shattuck e colegas propuseram conservar o nome S. invicta. Desde a primeira descrição de S. invicta, mais de 1 800 artigos científicos usando o nome foram publicados discutindo ampla gama de tópicos sobre seu comportamento ecológico, genética, comunicação química, impactos econômicos, métodos de controle, população e fisiologia. Afirmam que o uso de S. wagneri é uma "ameaça" à estabilidade nomenclatural para cientistas e não cientistas; os taxonomistas podem ter sido capazes de se adaptar a tal mudança de nome, mas a confusão de nomes pode surgir se tal caso ocorrer. Devido a isso, Shattuck e seus colegas propuseram a continuação do uso de S. invicta e não de S. wagneri, já que esse nome raramente é usado; entre 1995 e 1998, mais de 100 artigos foram publicados usando S. invicta e apenas três usando S. wagneri. Solicitaram que a Comissão Internacional de Nomenclatura Zoológica (CINZ) usasse poderes plenos para suprimir S. wagneri para fins do princípio de prioridade e não ao princípio de homonímia. Além disso, solicitaram que o nome S. invicta fosse adicionado à Lista Oficial de Nomes Específicos em Zoologia e que S. wagneri fosse adicionado ao Índice Oficial de Nomes Específicos Inválidos Rejeitados em Zoologia. Após a revisão, a proposta foi votada pela comunidade entomológica e foi apoiada por todos, exceto um eleitor. Observam que não há justificativa para suprimir S. wagneri; em vez disso, seria melhor dar precedência a S. invicta sobre S. wagneri sempre que um autor os tratasse como coespecíficos. O CINZ iria conservar S. invicta e suprimir S. wagneri numa revisão de 2001. De acordo com a classificação atual, a formiga-de-fogo-vermelha é um membro do gênero Solenopsis na tribo Solenopsidini, subfamília dos mirmicíneos (Myrmicinae). É um membro da família dos formicídeos (Formicidae), pertencente à ordem dos himenópteros (Hymenoptera), uma ordem de insetos que contém formigas, abelhas e vespas.

### Filogenia
A formiga-de-fogo-vermelha é um membro do grupo de espécies S. saevissima. Os membros podem ser distinguidos por seus clubes de duas juntas no final do funículo em operárias e rainhas, e o segundo e terceiro segmentos do funículo são duas vezes mais longos e largos em operárias maiores. O polimorfismo ocorre em todas as espécies e as mandíbulas possuem quatro dentes. O seguinte cladograma mostra a posição da formiga-de-fogo-vermelha entre outros membros do grupo de espécies S. saevissima: [a]
|  | Solenopsis quinquecupsis |
|  |                          |
|  | Solenopsis macdonaghi    |
|  |                          |

|  | Solenopsis altipunctata |
|  |                         |
|  | Solenopsis weyrauchi    |
|  |                         |

|  | Solenopsis saevissima                                                         |
|  |                                                                               |
|  | Solenopsis pythia                                                             |
|  |                                                                               |
|  | \| \| Solenopsis electra \| \| \| \| \| \| Solenopsis pusillignis \| \| \| \| |
|  |                                                                               |
|  | Solenopsis electra                                                            |
|  |                                                                               |
|  | Solenopsis pusillignis                                                        |
|  |                                                                               |

|  | Solenopsis electra     |
|  |                        |
|  | Solenopsis pusillignis |
|  |                        |

|  | Solenopsis altipunctata |
|  |                         |
|  | Solenopsis weyrauchi    |
|  |                         |

|  | Solenopsis saevissima                                                         |
|  |                                                                               |
|  | Solenopsis pythia                                                             |
|  |                                                                               |
|  | \| \| Solenopsis electra \| \| \| \| \| \| Solenopsis pusillignis \| \| \| \| |
|  |                                                                               |
|  | Solenopsis electra                                                            |
|  |                                                                               |
|  | Solenopsis pusillignis                                                        |
|  |                                                                               |

|  | Solenopsis electra     |
|  |                        |
|  | Solenopsis pusillignis |
|  |                        |

|  | Solenopsis altipunctata |
|  |                         |
|  | Solenopsis weyrauchi    |
|  |                         |

|  | Solenopsis saevissima                                                         |
|  |                                                                               |
|  | Solenopsis pythia                                                             |
|  |                                                                               |
|  | \| \| Solenopsis electra \| \| \| \| \| \| Solenopsis pusillignis \| \| \| \| |
|  |                                                                               |
|  | Solenopsis electra                                                            |
|  |                                                                               |
|  | Solenopsis pusillignis                                                        |
|  |                                                                               |

|  | Solenopsis electra     |
|  |                        |
|  | Solenopsis pusillignis |
|  |                        |

|  | Solenopsis altipunctata |
|  |                         |
|  | Solenopsis weyrauchi    |
|  |                         |

|  | Solenopsis saevissima                                                         |
|  |                                                                               |
|  | Solenopsis pythia                                                             |
|  |                                                                               |
|  | \| \| Solenopsis electra \| \| \| \| \| \| Solenopsis pusillignis \| \| \| \| |
|  |                                                                               |
|  | Solenopsis electra                                                            |
|  |                                                                               |
|  | Solenopsis pusillignis                                                        |
|  |                                                                               |

|  | Solenopsis electra     |
|  |                        |
|  | Solenopsis pusillignis |
|  |                        |

|  | Solenopsis altipunctata |
|  |                         |
|  | Solenopsis weyrauchi    |
|  |                         |

|  | Solenopsis saevissima                                                         |
|  |                                                                               |
|  | Solenopsis pythia                                                             |
|  |                                                                               |
|  | \| \| Solenopsis electra \| \| \| \| \| \| Solenopsis pusillignis \| \| \| \| |
|  |                                                                               |
|  | Solenopsis electra                                                            |
|  |                                                                               |
|  | Solenopsis pusillignis                                                        |
|  |                                                                               |

|  | Solenopsis electra     |
|  |                        |
|  | Solenopsis pusillignis |
|  |                        |

|  | Solenopsis altipunctata |
|  |                         |
|  | Solenopsis weyrauchi    |
|  |                         |

|  | Solenopsis saevissima                                                         |
|  |                                                                               |
|  | Solenopsis pythia                                                             |
|  |                                                                               |
|  | \| \| Solenopsis electra \| \| \| \| \| \| Solenopsis pusillignis \| \| \| \| |
|  |                                                                               |
|  | Solenopsis electra                                                            |
|  |                                                                               |
|  | Solenopsis pusillignis                                                        |
|  |                                                                               |

|  | Solenopsis electra     |
|  |                        |
|  | Solenopsis pusillignis |
|  |                        |

|  | Solenopsis altipunctata |
|  |                         |
|  | Solenopsis weyrauchi    |
|  |                         |

|  | Solenopsis saevissima                                                         |
|  |                                                                               |
|  | Solenopsis pythia                                                             |
|  |                                                                               |
|  | \| \| Solenopsis electra \| \| \| \| \| \| Solenopsis pusillignis \| \| \| \| |
|  |                                                                               |
|  | Solenopsis electra                                                            |
|  |                                                                               |
|  | Solenopsis pusillignis                                                        |
|  |                                                                               |

|  | Solenopsis electra     |
|  |                        |
|  | Solenopsis pusillignis |
|  |                        |

|  | Solenopsis altipunctata |
|  |                         |
|  | Solenopsis weyrauchi    |
|  |                         |

|  | Solenopsis saevissima                                                         |
|  |                                                                               |
|  | Solenopsis pythia                                                             |
|  |                                                                               |
|  | \| \| Solenopsis electra \| \| \| \| \| \| Solenopsis pusillignis \| \| \| \| |
|  |                                                                               |
|  | Solenopsis electra                                                            |
|  |                                                                               |
|  | Solenopsis pusillignis                                                        |
|  |                                                                               |

|  | Solenopsis electra     |
|  |                        |
|  | Solenopsis pusillignis |
|  |                        |

|  | Solenopsis altipunctata |
|  |                         |
|  | Solenopsis weyrauchi    |
|  |                         |

|  | Solenopsis saevissima                                                         |
|  |                                                                               |
|  | Solenopsis pythia                                                             |
|  |                                                                               |
|  | \| \| Solenopsis electra \| \| \| \| \| \| Solenopsis pusillignis \| \| \| \| |
|  |                                                                               |
|  | Solenopsis electra                                                            |
|  |                                                                               |
|  | Solenopsis pusillignis                                                        |
|  |                                                                               |

|  | Solenopsis electra     |
|  |                        |
|  | Solenopsis pusillignis |
|  |                        |

|  | Solenopsis altipunctata |
|  |                         |
|  | Solenopsis weyrauchi    |
|  |                         |

|  | Solenopsis saevissima                                                         |
|  |                                                                               |
|  | Solenopsis pythia                                                             |
|  |                                                                               |
|  | \| \| Solenopsis electra \| \| \| \| \| \| Solenopsis pusillignis \| \| \| \| |
|  |                                                                               |
|  | Solenopsis electra                                                            |
|  |                                                                               |
|  | Solenopsis pusillignis                                                        |
|  |                                                                               |

|  | Solenopsis electra     |
|  |                        |
|  | Solenopsis pusillignis |
|  |                        |

|  | Solenopsis altipunctata |
|  |                         |
|  | Solenopsis weyrauchi    |
|  |                         |

|  | Solenopsis saevissima                                                         |
|  |                                                                               |
|  | Solenopsis pythia                                                             |
|  |                                                                               |
|  | \| \| Solenopsis electra \| \| \| \| \| \| Solenopsis pusillignis \| \| \| \| |
|  |                                                                               |
|  | Solenopsis electra                                                            |
|  |                                                                               |
|  | Solenopsis pusillignis                                                        |
|  |                                                                               |

|  | Solenopsis electra     |
|  |                        |
|  | Solenopsis pusillignis |
|  |                        |

|  | Solenopsis altipunctata |
|  |                         |
|  | Solenopsis weyrauchi    |
|  |                         |

|  | Solenopsis saevissima                                                         |
|  |                                                                               |
|  | Solenopsis pythia                                                             |
|  |                                                                               |
|  | \| \| Solenopsis electra \| \| \| \| \| \| Solenopsis pusillignis \| \| \| \| |
|  |                                                                               |
|  | Solenopsis electra                                                            |
|  |                                                                               |
|  | Solenopsis pusillignis                                                        |
|  |                                                                               |

|  | Solenopsis electra     |
|  |                        |
|  | Solenopsis pusillignis |
|  |                        |

|  | Solenopsis altipunctata |
|  |                         |
|  | Solenopsis weyrauchi    |
|  |                         |

|  | Solenopsis saevissima                                                         |
|  |                                                                               |
|  | Solenopsis pythia                                                             |
|  |                                                                               |
|  | \| \| Solenopsis electra \| \| \| \| \| \| Solenopsis pusillignis \| \| \| \| |
|  |                                                                               |
|  | Solenopsis electra                                                            |
|  |                                                                               |
|  | Solenopsis pusillignis                                                        |
|  |                                                                               |

|  | Solenopsis electra     |
|  |                        |
|  | Solenopsis pusillignis |
|  |                        |

|  | Solenopsis altipunctata |
|  |                         |
|  | Solenopsis weyrauchi    |
|  |                         |

|  | Solenopsis saevissima                                                         |
|  |                                                                               |
|  | Solenopsis pythia                                                             |
|  |                                                                               |
|  | \| \| Solenopsis electra \| \| \| \| \| \| Solenopsis pusillignis \| \| \| \| |
|  |                                                                               |
|  | Solenopsis electra                                                            |
|  |                                                                               |
|  | Solenopsis pusillignis                                                        |
|  |                                                                               |

|  | Solenopsis electra     |
|  |                        |
|  | Solenopsis pusillignis |
|  |                        |

|  | Solenopsis altipunctata |
|  |                         |
|  | Solenopsis weyrauchi    |
|  |                         |

|  | Solenopsis saevissima                                                         |
|  |                                                                               |
|  | Solenopsis pythia                                                             |
|  |                                                                               |
|  | \| \| Solenopsis electra \| \| \| \| \| \| Solenopsis pusillignis \| \| \| \| |
|  |                                                                               |
|  | Solenopsis electra                                                            |
|  |                                                                               |
|  | Solenopsis pusillignis                                                        |
|  |                                                                               |

|  | Solenopsis electra     |
|  |                        |
|  | Solenopsis pusillignis |
|  |                        |

|  | Solenopsis altipunctata |
|  |                         |
|  | Solenopsis weyrauchi    |
|  |                         |

|  | Solenopsis saevissima                                                         |
|  |                                                                               |
|  | Solenopsis pythia                                                             |
|  |                                                                               |
|  | \| \| Solenopsis electra \| \| \| \| \| \| Solenopsis pusillignis \| \| \| \| |
|  |                                                                               |
|  | Solenopsis electra                                                            |
|  |                                                                               |
|  | Solenopsis pusillignis                                                        |
|  |                                                                               |

|  | Solenopsis electra     |
|  |                        |
|  | Solenopsis pusillignis |
|  |                        |

|  | Solenopsis quinquecupsis |
|  |                          |
|  | Solenopsis macdonaghi    |
|  |                          |

|  | Solenopsis altipunctata |
|  |                         |
|  | Solenopsis weyrauchi    |
|  |                         |

|  | Solenopsis saevissima                                                         |
|  |                                                                               |
|  | Solenopsis pythia                                                             |
|  |                                                                               |
|  | \| \| Solenopsis electra \| \| \| \| \| \| Solenopsis pusillignis \| \| \| \| |
|  |                                                                               |
|  | Solenopsis electra                                                            |
|  |                                                                               |
|  | Solenopsis pusillignis                                                        |
|  |                                                                               |

|  | Solenopsis electra     |
|  |                        |
|  | Solenopsis pusillignis |
|  |                        |

|  | Solenopsis altipunctata |
|  |                         |
|  | Solenopsis weyrauchi    |
|  |                         |

|  | Solenopsis saevissima                                                         |
|  |                                                                               |
|  | Solenopsis pythia                                                             |
|  |                                                                               |
|  | \| \| Solenopsis electra \| \| \| \| \| \| Solenopsis pusillignis \| \| \| \| |
|  |                                                                               |
|  | Solenopsis electra                                                            |
|  |                                                                               |
|  | Solenopsis pusillignis                                                        |
|  |                                                                               |

|  | Solenopsis electra     |
|  |                        |
|  | Solenopsis pusillignis |
|  |                        |

|  | Solenopsis altipunctata |
|  |                         |
|  | Solenopsis weyrauchi    |
|  |                         |

|  | Solenopsis saevissima                                                         |
|  |                                                                               |
|  | Solenopsis pythia                                                             |
|  |                                                                               |
|  | \| \| Solenopsis electra \| \| \| \| \| \| Solenopsis pusillignis \| \| \| \| |
|  |                                                                               |
|  | Solenopsis electra                                                            |
|  |                                                                               |
|  | Solenopsis pusillignis                                                        |
|  |                                                                               |

|  | Solenopsis electra     |
|  |                        |
|  | Solenopsis pusillignis |
|  |                        |

|  | Solenopsis altipunctata |
|  |                         |
|  | Solenopsis weyrauchi    |
|  |                         |

|  | Solenopsis saevissima                                                         |
|  |                                                                               |
|  | Solenopsis pythia                                                             |
|  |                                                                               |
|  | \| \| Solenopsis electra \| \| \| \| \| \| Solenopsis pusillignis \| \| \| \| |
|  |                                                                               |
|  | Solenopsis electra                                                            |
|  |                                                                               |
|  | Solenopsis pusillignis                                                        |
|  |                                                                               |

|  | Solenopsis electra     |
|  |                        |
|  | Solenopsis pusillignis |
|  |                        |

|  | Solenopsis altipunctata |
|  |                         |
|  | Solenopsis weyrauchi    |
|  |                         |

|  | Solenopsis saevissima                                                         |
|  |                                                                               |
|  | Solenopsis pythia                                                             |
|  |                                                                               |
|  | \| \| Solenopsis electra \| \| \| \| \| \| Solenopsis pusillignis \| \| \| \| |
|  |                                                                               |
|  | Solenopsis electra                                                            |
|  |                                                                               |
|  | Solenopsis pusillignis                                                        |
|  |                                                                               |

|  | Solenopsis electra     |
|  |                        |
|  | Solenopsis pusillignis |
|  |                        |

|  | Solenopsis altipunctata |
|  |                         |
|  | Solenopsis weyrauchi    |
|  |                         |

|  | Solenopsis saevissima                                                         |
|  |                                                                               |
|  | Solenopsis pythia                                                             |
|  |                                                                               |
|  | \| \| Solenopsis electra \| \| \| \| \| \| Solenopsis pusillignis \| \| \| \| |
|  |                                                                               |
|  | Solenopsis electra                                                            |
|  |                                                                               |
|  | Solenopsis pusillignis                                                        |
|  |                                                                               |

|  | Solenopsis electra     |
|  |                        |
|  | Solenopsis pusillignis |
|  |                        |

|  | Solenopsis altipunctata |
|  |                         |
|  | Solenopsis weyrauchi    |
|  |                         |

|  | Solenopsis saevissima                                                         |
|  |                                                                               |
|  | Solenopsis pythia                                                             |
|  |                                                                               |
|  | \| \| Solenopsis electra \| \| \| \| \| \| Solenopsis pusillignis \| \| \| \| |
|  |                                                                               |
|  | Solenopsis electra                                                            |
|  |                                                                               |
|  | Solenopsis pusillignis                                                        |
|  |                                                                               |

|  | Solenopsis electra     |
|  |                        |
|  | Solenopsis pusillignis |
|  |                        |

|  | Solenopsis altipunctata |
|  |                         |
|  | Solenopsis weyrauchi    |
|  |                         |

|  | Solenopsis saevissima                                                         |
|  |                                                                               |
|  | Solenopsis pythia                                                             |
|  |                                                                               |
|  | \| \| Solenopsis electra \| \| \| \| \| \| Solenopsis pusillignis \| \| \| \| |
|  |                                                                               |
|  | Solenopsis electra                                                            |
|  |                                                                               |
|  | Solenopsis pusillignis                                                        |
|  |                                                                               |

|  | Solenopsis electra     |
|  |                        |
|  | Solenopsis pusillignis |
|  |                        |

|  | Solenopsis altipunctata |
|  |                         |
|  | Solenopsis weyrauchi    |
|  |                         |

|  | Solenopsis saevissima                                                         |
|  |                                                                               |
|  | Solenopsis pythia                                                             |
|  |                                                                               |
|  | \| \| Solenopsis electra \| \| \| \| \| \| Solenopsis pusillignis \| \| \| \| |
|  |                                                                               |
|  | Solenopsis electra                                                            |
|  |                                                                               |
|  | Solenopsis pusillignis                                                        |
|  |                                                                               |

|  | Solenopsis electra     |
|  |                        |
|  | Solenopsis pusillignis |
|  |                        |

|  | Solenopsis altipunctata |
|  |                         |
|  | Solenopsis weyrauchi    |
|  |                         |

|  | Solenopsis saevissima                                                         |
|  |                                                                               |
|  | Solenopsis pythia                                                             |
|  |                                                                               |
|  | \| \| Solenopsis electra \| \| \| \| \| \| Solenopsis pusillignis \| \| \| \| |
|  |                                                                               |
|  | Solenopsis electra                                                            |
|  |                                                                               |
|  | Solenopsis pusillignis                                                        |
|  |                                                                               |

|  | Solenopsis electra     |
|  |                        |
|  | Solenopsis pusillignis |
|  |                        |

|  | Solenopsis altipunctata |
|  |                         |
|  | Solenopsis weyrauchi    |
|  |                         |

|  | Solenopsis saevissima                                                         |
|  |                                                                               |
|  | Solenopsis pythia                                                             |
|  |                                                                               |
|  | \| \| Solenopsis electra \| \| \| \| \| \| Solenopsis pusillignis \| \| \| \| |
|  |                                                                               |
|  | Solenopsis electra                                                            |
|  |                                                                               |
|  | Solenopsis pusillignis                                                        |
|  |                                                                               |

|  | Solenopsis electra     |
|  |                        |
|  | Solenopsis pusillignis |
|  |                        |

|  | Solenopsis altipunctata |
|  |                         |
|  | Solenopsis weyrauchi    |
|  |                         |

|  | Solenopsis saevissima                                                         |
|  |                                                                               |
|  | Solenopsis pythia                                                             |
|  |                                                                               |
|  | \| \| Solenopsis electra \| \| \| \| \| \| Solenopsis pusillignis \| \| \| \| |
|  |                                                                               |
|  | Solenopsis electra                                                            |
|  |                                                                               |
|  | Solenopsis pusillignis                                                        |
|  |                                                                               |

|  | Solenopsis electra     |
|  |                        |
|  | Solenopsis pusillignis |
|  |                        |

|  | Solenopsis altipunctata |
|  |                         |
|  | Solenopsis weyrauchi    |
|  |                         |

|  | Solenopsis saevissima                                                         |
|  |                                                                               |
|  | Solenopsis pythia                                                             |
|  |                                                                               |
|  | \| \| Solenopsis electra \| \| \| \| \| \| Solenopsis pusillignis \| \| \| \| |
|  |                                                                               |
|  | Solenopsis electra                                                            |
|  |                                                                               |
|  | Solenopsis pusillignis                                                        |
|  |                                                                               |

|  | Solenopsis electra     |
|  |                        |
|  | Solenopsis pusillignis |
|  |                        |

|  | Solenopsis altipunctata |
|  |                         |
|  | Solenopsis weyrauchi    |
|  |                         |

|  | Solenopsis saevissima                                                         |
|  |                                                                               |
|  | Solenopsis pythia                                                             |
|  |                                                                               |
|  | \| \| Solenopsis electra \| \| \| \| \| \| Solenopsis pusillignis \| \| \| \| |
|  |                                                                               |
|  | Solenopsis electra                                                            |
|  |                                                                               |
|  | Solenopsis pusillignis                                                        |
|  |                                                                               |

|  | Solenopsis electra     |
|  |                        |
|  | Solenopsis pusillignis |
|  |                        |

|  | Solenopsis altipunctata |
|  |                         |
|  | Solenopsis weyrauchi    |
|  |                         |

|  | Solenopsis saevissima                                                         |
|  |                                                                               |
|  | Solenopsis pythia                                                             |
|  |                                                                               |
|  | \| \| Solenopsis electra \| \| \| \| \| \| Solenopsis pusillignis \| \| \| \| |
|  |                                                                               |
|  | Solenopsis electra                                                            |
|  |                                                                               |
|  | Solenopsis pusillignis                                                        |
|  |                                                                               |

|  | Solenopsis electra     |
|  |                        |
|  | Solenopsis pusillignis |
|  |                        |

|  | Solenopsis altipunctata |
|  |                         |
|  | Solenopsis weyrauchi    |
|  |                         |

|  | Solenopsis saevissima                                                         |
|  |                                                                               |
|  | Solenopsis pythia                                                             |
|  |                                                                               |
|  | \| \| Solenopsis electra \| \| \| \| \| \| Solenopsis pusillignis \| \| \| \| |
|  |                                                                               |
|  | Solenopsis electra                                                            |
|  |                                                                               |
|  | Solenopsis pusillignis                                                        |
|  |                                                                               |

|  | Solenopsis electra     |
|  |                        |
|  | Solenopsis pusillignis |
|  |                        |

|  | Solenopsis quinquecupsis |
|  |                          |
|  | Solenopsis macdonaghi    |
|  |                          |

|  | Solenopsis altipunctata |
|  |                         |
|  | Solenopsis weyrauchi    |
|  |                         |

|  | Solenopsis saevissima                                                         |
|  |                                                                               |
|  | Solenopsis pythia                                                             |
|  |                                                                               |
|  | \| \| Solenopsis electra \| \| \| \| \| \| Solenopsis pusillignis \| \| \| \| |
|  |                                                                               |
|  | Solenopsis electra                                                            |
|  |                                                                               |
|  | Solenopsis pusillignis                                                        |
|  |                                                                               |

|  | Solenopsis electra     |
|  |                        |
|  | Solenopsis pusillignis |
|  |                        |

|  | Solenopsis altipunctata |
|  |                         |
|  | Solenopsis weyrauchi    |
|  |                         |

|  | Solenopsis saevissima                                                         |
|  |                                                                               |
|  | Solenopsis pythia                                                             |
|  |                                                                               |
|  | \| \| Solenopsis electra \| \| \| \| \| \| Solenopsis pusillignis \| \| \| \| |
|  |                                                                               |
|  | Solenopsis electra                                                            |
|  |                                                                               |
|  | Solenopsis pusillignis                                                        |
|  |                                                                               |

|  | Solenopsis electra     |
|  |                        |
|  | Solenopsis pusillignis |
|  |                        |

|  | Solenopsis altipunctata |
|  |                         |
|  | Solenopsis weyrauchi    |
|  |                         |

|  | Solenopsis saevissima                                                         |
|  |                                                                               |
|  | Solenopsis pythia                                                             |
|  |                                                                               |
|  | \| \| Solenopsis electra \| \| \| \| \| \| Solenopsis pusillignis \| \| \| \| |
|  |                                                                               |
|  | Solenopsis electra                                                            |
|  |                                                                               |
|  | Solenopsis pusillignis                                                        |
|  |                                                                               |

|  | Solenopsis electra     |
|  |                        |
|  | Solenopsis pusillignis |
|  |                        |

|  | Solenopsis altipunctata |
|  |                         |
|  | Solenopsis weyrauchi    |
|  |                         |

|  | Solenopsis saevissima                                                         |
|  |                                                                               |
|  | Solenopsis pythia                                                             |
|  |                                                                               |
|  | \| \| Solenopsis electra \| \| \| \| \| \| Solenopsis pusillignis \| \| \| \| |
|  |                                                                               |
|  | Solenopsis electra                                                            |
|  |                                                                               |
|  | Solenopsis pusillignis                                                        |
|  |                                                                               |

|  | Solenopsis electra     |
|  |                        |
|  | Solenopsis pusillignis |
|  |                        |

|  | Solenopsis altipunctata |
|  |                         |
|  | Solenopsis weyrauchi    |
|  |                         |

|  | Solenopsis saevissima                                                         |
|  |                                                                               |
|  | Solenopsis pythia                                                             |
|  |                                                                               |
|  | \| \| Solenopsis electra \| \| \| \| \| \| Solenopsis pusillignis \| \| \| \| |
|  |                                                                               |
|  | Solenopsis electra                                                            |
|  |                                                                               |
|  | Solenopsis pusillignis                                                        |
|  |                                                                               |

|  | Solenopsis electra     |
|  |                        |
|  | Solenopsis pusillignis |
|  |                        |

|  | Solenopsis altipunctata |
|  |                         |
|  | Solenopsis weyrauchi    |
|  |                         |

|  | Solenopsis saevissima                                                         |
|  |                                                                               |
|  | Solenopsis pythia                                                             |
|  |                                                                               |
|  | \| \| Solenopsis electra \| \| \| \| \| \| Solenopsis pusillignis \| \| \| \| |
|  |                                                                               |
|  | Solenopsis electra                                                            |
|  |                                                                               |
|  | Solenopsis pusillignis                                                        |
|  |                                                                               |

|  | Solenopsis electra     |
|  |                        |
|  | Solenopsis pusillignis |
|  |                        |

|  | Solenopsis altipunctata |
|  |                         |
|  | Solenopsis weyrauchi    |
|  |                         |

|  | Solenopsis saevissima                                                         |
|  |                                                                               |
|  | Solenopsis pythia                                                             |
|  |                                                                               |
|  | \| \| Solenopsis electra \| \| \| \| \| \| Solenopsis pusillignis \| \| \| \| |
|  |                                                                               |
|  | Solenopsis electra                                                            |
|  |                                                                               |
|  | Solenopsis pusillignis                                                        |
|  |                                                                               |

|  | Solenopsis electra     |
|  |                        |
|  | Solenopsis pusillignis |
|  |                        |

|  | Solenopsis altipunctata |
|  |                         |
|  | Solenopsis weyrauchi    |
|  |                         |

|  | Solenopsis saevissima                                                         |
|  |                                                                               |
|  | Solenopsis pythia                                                             |
|  |                                                                               |
|  | \| \| Solenopsis electra \| \| \| \| \| \| Solenopsis pusillignis \| \| \| \| |
|  |                                                                               |
|  | Solenopsis electra                                                            |
|  |                                                                               |
|  | Solenopsis pusillignis                                                        |
|  |                                                                               |

|  | Solenopsis electra     |
|  |                        |
|  | Solenopsis pusillignis |
|  |                        |

|  | Solenopsis altipunctata |
|  |                         |
|  | Solenopsis weyrauchi    |
|  |                         |

|  | Solenopsis saevissima                                                         |
|  |                                                                               |
|  | Solenopsis pythia                                                             |
|  |                                                                               |
|  | \| \| Solenopsis electra \| \| \| \| \| \| Solenopsis pusillignis \| \| \| \| |
|  |                                                                               |
|  | Solenopsis electra                                                            |
|  |                                                                               |
|  | Solenopsis pusillignis                                                        |
|  |                                                                               |

|  | Solenopsis electra     |
|  |                        |
|  | Solenopsis pusillignis |
|  |                        |

|  | Solenopsis altipunctata |
|  |                         |
|  | Solenopsis weyrauchi    |
|  |                         |

|  | Solenopsis saevissima                                                         |
|  |                                                                               |
|  | Solenopsis pythia                                                             |
|  |                                                                               |
|  | \| \| Solenopsis electra \| \| \| \| \| \| Solenopsis pusillignis \| \| \| \| |
|  |                                                                               |
|  | Solenopsis electra                                                            |
|  |                                                                               |
|  | Solenopsis pusillignis                                                        |
|  |                                                                               |

|  | Solenopsis electra     |
|  |                        |
|  | Solenopsis pusillignis |
|  |                        |

|  | Solenopsis altipunctata |
|  |                         |
|  | Solenopsis weyrauchi    |
|  |                         |

|  | Solenopsis saevissima                                                         |
|  |                                                                               |
|  | Solenopsis pythia                                                             |
|  |                                                                               |
|  | \| \| Solenopsis electra \| \| \| \| \| \| Solenopsis pusillignis \| \| \| \| |
|  |                                                                               |
|  | Solenopsis electra                                                            |
|  |                                                                               |
|  | Solenopsis pusillignis                                                        |
|  |                                                                               |

|  | Solenopsis electra     |
|  |                        |
|  | Solenopsis pusillignis |
|  |                        |

|  | Solenopsis altipunctata |
|  |                         |
|  | Solenopsis weyrauchi    |
|  |                         |

|  | Solenopsis saevissima                                                         |
|  |                                                                               |
|  | Solenopsis pythia                                                             |
|  |                                                                               |
|  | \| \| Solenopsis electra \| \| \| \| \| \| Solenopsis pusillignis \| \| \| \| |
|  |                                                                               |
|  | Solenopsis electra                                                            |
|  |                                                                               |
|  | Solenopsis pusillignis                                                        |
|  |                                                                               |

|  | Solenopsis electra     |
|  |                        |
|  | Solenopsis pusillignis |
|  |                        |

|  | Solenopsis altipunctata |
|  |                         |
|  | Solenopsis weyrauchi    |
|  |                         |

|  | Solenopsis saevissima                                                         |
|  |                                                                               |
|  | Solenopsis pythia                                                             |
|  |                                                                               |
|  | \| \| Solenopsis electra \| \| \| \| \| \| Solenopsis pusillignis \| \| \| \| |
|  |                                                                               |
|  | Solenopsis electra                                                            |
|  |                                                                               |
|  | Solenopsis pusillignis                                                        |
|  |                                                                               |

|  | Solenopsis electra     |
|  |                        |
|  | Solenopsis pusillignis |
|  |                        |

|  | Solenopsis altipunctata |
|  |                         |
|  | Solenopsis weyrauchi    |
|  |                         |

|  | Solenopsis saevissima                                                         |
|  |                                                                               |
|  | Solenopsis pythia                                                             |
|  |                                                                               |
|  | \| \| Solenopsis electra \| \| \| \| \| \| Solenopsis pusillignis \| \| \| \| |
|  |                                                                               |
|  | Solenopsis electra                                                            |
|  |                                                                               |
|  | Solenopsis pusillignis                                                        |
|  |                                                                               |

|  | Solenopsis electra     |
|  |                        |
|  | Solenopsis pusillignis |
|  |                        |

|  | Solenopsis altipunctata |
|  |                         |
|  | Solenopsis weyrauchi    |
|  |                         |

|  | Solenopsis saevissima                                                         |
|  |                                                                               |
|  | Solenopsis pythia                                                             |
|  |                                                                               |
|  | \| \| Solenopsis electra \| \| \| \| \| \| Solenopsis pusillignis \| \| \| \| |
|  |                                                                               |
|  | Solenopsis electra                                                            |
|  |                                                                               |
|  | Solenopsis pusillignis                                                        |
|  |                                                                               |

|  | Solenopsis electra     |
|  |                        |
|  | Solenopsis pusillignis |
|  |                        |

|  | Solenopsis altipunctata |
|  |                         |
|  | Solenopsis weyrauchi    |
|  |                         |

|  | Solenopsis saevissima                                                         |
|  |                                                                               |
|  | Solenopsis pythia                                                             |
|  |                                                                               |
|  | \| \| Solenopsis electra \| \| \| \| \| \| Solenopsis pusillignis \| \| \| \| |
|  |                                                                               |
|  | Solenopsis electra                                                            |
|  |                                                                               |
|  | Solenopsis pusillignis                                                        |
|  |                                                                               |

|  | Solenopsis electra     |
|  |                        |
|  | Solenopsis pusillignis |
|  |                        |

|  | Solenopsis quinquecupsis |
|  |                          |
|  | Solenopsis macdonaghi    |
|  |                          |

|  | Solenopsis altipunctata |
|  |                         |
|  | Solenopsis weyrauchi    |
|  |                         |

|  | Solenopsis saevissima                                                         |
|  |                                                                               |
|  | Solenopsis pythia                                                             |
|  |                                                                               |
|  | \| \| Solenopsis electra \| \| \| \| \| \| Solenopsis pusillignis \| \| \| \| |
|  |                                                                               |
|  | Solenopsis electra                                                            |
|  |                                                                               |
|  | Solenopsis pusillignis                                                        |
|  |                                                                               |

|  | Solenopsis electra     |
|  |                        |
|  | Solenopsis pusillignis |
|  |                        |

|  | Solenopsis altipunctata |
|  |                         |
|  | Solenopsis weyrauchi    |
|  |                         |

|  | Solenopsis saevissima                                                         |
|  |                                                                               |
|  | Solenopsis pythia                                                             |
|  |                                                                               |
|  | \| \| Solenopsis electra \| \| \| \| \| \| Solenopsis pusillignis \| \| \| \| |
|  |                                                                               |
|  | Solenopsis electra                                                            |
|  |                                                                               |
|  | Solenopsis pusillignis                                                        |
|  |                                                                               |

|  | Solenopsis electra     |
|  |                        |
|  | Solenopsis pusillignis |
|  |                        |

|  | Solenopsis altipunctata |
|  |                         |
|  | Solenopsis weyrauchi    |
|  |                         |

|  | Solenopsis saevissima                                                         |
|  |                                                                               |
|  | Solenopsis pythia                                                             |
|  |                                                                               |
|  | \| \| Solenopsis electra \| \| \| \| \| \| Solenopsis pusillignis \| \| \| \| |
|  |                                                                               |
|  | Solenopsis electra                                                            |
|  |                                                                               |
|  | Solenopsis pusillignis                                                        |
|  |                                                                               |

|  | Solenopsis electra     |
|  |                        |
|  | Solenopsis pusillignis |
|  |                        |

|  | Solenopsis altipunctata |
|  |                         |
|  | Solenopsis weyrauchi    |
|  |                         |

|  | Solenopsis saevissima                                                         |
|  |                                                                               |
|  | Solenopsis pythia                                                             |
|  |                                                                               |
|  | \| \| Solenopsis electra \| \| \| \| \| \| Solenopsis pusillignis \| \| \| \| |
|  |                                                                               |
|  | Solenopsis electra                                                            |
|  |                                                                               |
|  | Solenopsis pusillignis                                                        |
|  |                                                                               |

|  | Solenopsis electra     |
|  |                        |
|  | Solenopsis pusillignis |
|  |                        |

|  | Solenopsis altipunctata |
|  |                         |
|  | Solenopsis weyrauchi    |
|  |                         |

|  | Solenopsis saevissima                                                         |
|  |                                                                               |
|  | Solenopsis pythia                                                             |
|  |                                                                               |
|  | \| \| Solenopsis electra \| \| \| \| \| \| Solenopsis pusillignis \| \| \| \| |
|  |                                                                               |
|  | Solenopsis electra                                                            |
|  |                                                                               |
|  | Solenopsis pusillignis                                                        |
|  |                                                                               |

|  | Solenopsis electra     |
|  |                        |
|  | Solenopsis pusillignis |
|  |                        |

|  | Solenopsis altipunctata |
|  |                         |
|  | Solenopsis weyrauchi    |
|  |                         |

|  | Solenopsis saevissima                                                         |
|  |                                                                               |
|  | Solenopsis pythia                                                             |
|  |                                                                               |
|  | \| \| Solenopsis electra \| \| \| \| \| \| Solenopsis pusillignis \| \| \| \| |
|  |                                                                               |
|  | Solenopsis electra                                                            |
|  |                                                                               |
|  | Solenopsis pusillignis                                                        |
|  |                                                                               |

|  | Solenopsis electra     |
|  |                        |
|  | Solenopsis pusillignis |
|  |                        |

|  | Solenopsis altipunctata |
|  |                         |
|  | Solenopsis weyrauchi    |
|  |                         |

|  | Solenopsis saevissima                                                         |
|  |                                                                               |
|  | Solenopsis pythia                                                             |
|  |                                                                               |
|  | \| \| Solenopsis electra \| \| \| \| \| \| Solenopsis pusillignis \| \| \| \| |
|  |                                                                               |
|  | Solenopsis electra                                                            |
|  |                                                                               |
|  | Solenopsis pusillignis                                                        |
|  |                                                                               |

|  | Solenopsis electra     |
|  |                        |
|  | Solenopsis pusillignis |
|  |                        |

|  | Solenopsis altipunctata |
|  |                         |
|  | Solenopsis weyrauchi    |
|  |                         |

|  | Solenopsis saevissima                                                         |
|  |                                                                               |
|  | Solenopsis pythia                                                             |
|  |                                                                               |
|  | \| \| Solenopsis electra \| \| \| \| \| \| Solenopsis pusillignis \| \| \| \| |
|  |                                                                               |
|  | Solenopsis electra                                                            |
|  |                                                                               |
|  | Solenopsis pusillignis                                                        |
|  |                                                                               |

|  | Solenopsis electra     |
|  |                        |
|  | Solenopsis pusillignis |
|  |                        |

|  | Solenopsis altipunctata |
|  |                         |
|  | Solenopsis weyrauchi    |
|  |                         |

|  | Solenopsis saevissima                                                         |
|  |                                                                               |
|  | Solenopsis pythia                                                             |
|  |                                                                               |
|  | \| \| Solenopsis electra \| \| \| \| \| \| Solenopsis pusillignis \| \| \| \| |
|  |                                                                               |
|  | Solenopsis electra                                                            |
|  |                                                                               |
|  | Solenopsis pusillignis                                                        |
|  |                                                                               |

|  | Solenopsis electra     |
|  |                        |
|  | Solenopsis pusillignis |
|  |                        |

|  | Solenopsis altipunctata |
|  |                         |
|  | Solenopsis weyrauchi    |
|  |                         |

|  | Solenopsis saevissima                                                         |
|  |                                                                               |
|  | Solenopsis pythia                                                             |
|  |                                                                               |
|  | \| \| Solenopsis electra \| \| \| \| \| \| Solenopsis pusillignis \| \| \| \| |
|  |                                                                               |
|  | Solenopsis electra                                                            |
|  |                                                                               |
|  | Solenopsis pusillignis                                                        |
|  |                                                                               |

|  | Solenopsis electra     |
|  |                        |
|  | Solenopsis pusillignis |
|  |                        |

|  | Solenopsis altipunctata |
|  |                         |
|  | Solenopsis weyrauchi    |
|  |                         |

|  | Solenopsis saevissima                                                         |
|  |                                                                               |
|  | Solenopsis pythia                                                             |
|  |                                                                               |
|  | \| \| Solenopsis electra \| \| \| \| \| \| Solenopsis pusillignis \| \| \| \| |
|  |                                                                               |
|  | Solenopsis electra                                                            |
|  |                                                                               |
|  | Solenopsis pusillignis                                                        |
|  |                                                                               |

|  | Solenopsis electra     |
|  |                        |
|  | Solenopsis pusillignis |
|  |                        |

|  | Solenopsis altipunctata |
|  |                         |
|  | Solenopsis weyrauchi    |
|  |                         |

|  | Solenopsis saevissima                                                         |
|  |                                                                               |
|  | Solenopsis pythia                                                             |
|  |                                                                               |
|  | \| \| Solenopsis electra \| \| \| \| \| \| Solenopsis pusillignis \| \| \| \| |
|  |                                                                               |
|  | Solenopsis electra                                                            |
|  |                                                                               |
|  | Solenopsis pusillignis                                                        |
|  |                                                                               |

|  | Solenopsis electra     |
|  |                        |
|  | Solenopsis pusillignis |
|  |                        |

|  | Solenopsis altipunctata |
|  |                         |
|  | Solenopsis weyrauchi    |
|  |                         |

|  | Solenopsis saevissima                                                         |
|  |                                                                               |
|  | Solenopsis pythia                                                             |
|  |                                                                               |
|  | \| \| Solenopsis electra \| \| \| \| \| \| Solenopsis pusillignis \| \| \| \| |
|  |                                                                               |
|  | Solenopsis electra                                                            |
|  |                                                                               |
|  | Solenopsis pusillignis                                                        |
|  |                                                                               |

|  | Solenopsis electra     |
|  |                        |
|  | Solenopsis pusillignis |
|  |                        |

|  | Solenopsis altipunctata |
|  |                         |
|  | Solenopsis weyrauchi    |
|  |                         |

|  | Solenopsis saevissima                                                         |
|  |                                                                               |
|  | Solenopsis pythia                                                             |
|  |                                                                               |
|  | \| \| Solenopsis electra \| \| \| \| \| \| Solenopsis pusillignis \| \| \| \| |
|  |                                                                               |
|  | Solenopsis electra                                                            |
|  |                                                                               |
|  | Solenopsis pusillignis                                                        |
|  |                                                                               |

|  | Solenopsis electra     |
|  |                        |
|  | Solenopsis pusillignis |
|  |                        |

|  | Solenopsis altipunctata |
|  |                         |
|  | Solenopsis weyrauchi    |
|  |                         |

|  | Solenopsis saevissima                                                         |
|  |                                                                               |
|  | Solenopsis pythia                                                             |
|  |                                                                               |
|  | \| \| Solenopsis electra \| \| \| \| \| \| Solenopsis pusillignis \| \| \| \| |
|  |                                                                               |
|  | Solenopsis electra                                                            |
|  |                                                                               |
|  | Solenopsis pusillignis                                                        |
|  |                                                                               |

|  | Solenopsis electra     |
|  |                        |
|  | Solenopsis pusillignis |
|  |                        |

|  | Solenopsis altipunctata |
|  |                         |
|  | Solenopsis weyrauchi    |
|  |                         |

|  | Solenopsis saevissima                                                         |
|  |                                                                               |
|  | Solenopsis pythia                                                             |
|  |                                                                               |
|  | \| \| Solenopsis electra \| \| \| \| \| \| Solenopsis pusillignis \| \| \| \| |
|  |                                                                               |
|  | Solenopsis electra                                                            |
|  |                                                                               |
|  | Solenopsis pusillignis                                                        |
|  |                                                                               |

|  | Solenopsis electra     |
|  |                        |
|  | Solenopsis pusillignis |
|  |                        |

|  | Solenopsis quinquecupsis |
|  |                          |
|  | Solenopsis macdonaghi    |
|  |                          |

|  | Solenopsis altipunctata |
|  |                         |
|  | Solenopsis weyrauchi    |
|  |                         |

|  | Solenopsis saevissima                                                         |
|  |                                                                               |
|  | Solenopsis pythia                                                             |
|  |                                                                               |
|  | \| \| Solenopsis electra \| \| \| \| \| \| Solenopsis pusillignis \| \| \| \| |
|  |                                                                               |
|  | Solenopsis electra                                                            |
|  |                                                                               |
|  | Solenopsis pusillignis                                                        |
|  |                                                                               |

|  | Solenopsis electra     |
|  |                        |
|  | Solenopsis pusillignis |
|  |                        |

|  | Solenopsis altipunctata |
|  |                         |
|  | Solenopsis weyrauchi    |
|  |                         |

|  | Solenopsis saevissima                                                         |
|  |                                                                               |
|  | Solenopsis pythia                                                             |
|  |                                                                               |
|  | \| \| Solenopsis electra \| \| \| \| \| \| Solenopsis pusillignis \| \| \| \| |
|  |                                                                               |
|  | Solenopsis electra                                                            |
|  |                                                                               |
|  | Solenopsis pusillignis                                                        |
|  |                                                                               |

|  | Solenopsis electra     |
|  |                        |
|  | Solenopsis pusillignis |
|  |                        |

|  | Solenopsis altipunctata |
|  |                         |
|  | Solenopsis weyrauchi    |
|  |                         |

|  | Solenopsis saevissima                                                         |
|  |                                                                               |
|  | Solenopsis pythia                                                             |
|  |                                                                               |
|  | \| \| Solenopsis electra \| \| \| \| \| \| Solenopsis pusillignis \| \| \| \| |
|  |                                                                               |
|  | Solenopsis electra                                                            |
|  |                                                                               |
|  | Solenopsis pusillignis                                                        |
|  |                                                                               |

|  | Solenopsis electra     |
|  |                        |
|  | Solenopsis pusillignis |
|  |                        |

|  | Solenopsis altipunctata |
|  |                         |
|  | Solenopsis weyrauchi    |
|  |                         |

|  | Solenopsis saevissima                                                         |
|  |                                                                               |
|  | Solenopsis pythia                                                             |
|  |                                                                               |
|  | \| \| Solenopsis electra \| \| \| \| \| \| Solenopsis pusillignis \| \| \| \| |
|  |                                                                               |
|  | Solenopsis electra                                                            |
|  |                                                                               |
|  | Solenopsis pusillignis                                                        |
|  |                                                                               |

|  | Solenopsis electra     |
|  |                        |
|  | Solenopsis pusillignis |
|  |                        |

|  | Solenopsis altipunctata |
|  |                         |
|  | Solenopsis weyrauchi    |
|  |                         |

|  | Solenopsis saevissima                                                         |
|  |                                                                               |
|  | Solenopsis pythia                                                             |
|  |                                                                               |
|  | \| \| Solenopsis electra \| \| \| \| \| \| Solenopsis pusillignis \| \| \| \| |
|  |                                                                               |
|  | Solenopsis electra                                                            |
|  |                                                                               |
|  | Solenopsis pusillignis                                                        |
|  |                                                                               |

|  | Solenopsis electra     |
|  |                        |
|  | Solenopsis pusillignis |
|  |                        |

|  | Solenopsis altipunctata |
|  |                         |
|  | Solenopsis weyrauchi    |
|  |                         |

|  | Solenopsis saevissima                                                         |
|  |                                                                               |
|  | Solenopsis pythia                                                             |
|  |                                                                               |
|  | \| \| Solenopsis electra \| \| \| \| \| \| Solenopsis pusillignis \| \| \| \| |
|  |                                                                               |
|  | Solenopsis electra                                                            |
|  |                                                                               |
|  | Solenopsis pusillignis                                                        |
|  |                                                                               |

|  | Solenopsis electra     |
|  |                        |
|  | Solenopsis pusillignis |
|  |                        |

|  | Solenopsis altipunctata |
|  |                         |
|  | Solenopsis weyrauchi    |
|  |                         |

|  | Solenopsis saevissima                                                         |
|  |                                                                               |
|  | Solenopsis pythia                                                             |
|  |                                                                               |
|  | \| \| Solenopsis electra \| \| \| \| \| \| Solenopsis pusillignis \| \| \| \| |
|  |                                                                               |
|  | Solenopsis electra                                                            |
|  |                                                                               |
|  | Solenopsis pusillignis                                                        |
|  |                                                                               |

|  | Solenopsis electra     |
|  |                        |
|  | Solenopsis pusillignis |
|  |                        |

|  | Solenopsis altipunctata |
|  |                         |
|  | Solenopsis weyrauchi    |
|  |                         |

|  | Solenopsis saevissima                                                         |
|  |                                                                               |
|  | Solenopsis pythia                                                             |
|  |                                                                               |
|  | \| \| Solenopsis electra \| \| \| \| \| \| Solenopsis pusillignis \| \| \| \| |
|  |                                                                               |
|  | Solenopsis electra                                                            |
|  |                                                                               |
|  | Solenopsis pusillignis                                                        |
|  |                                                                               |

|  | Solenopsis electra     |
|  |                        |
|  | Solenopsis pusillignis |
|  |                        |

|  | Solenopsis altipunctata |
|  |                         |
|  | Solenopsis weyrauchi    |
|  |                         |

|  | Solenopsis saevissima                                                         |
|  |                                                                               |
|  | Solenopsis pythia                                                             |
|  |                                                                               |
|  | \| \| Solenopsis electra \| \| \| \| \| \| Solenopsis pusillignis \| \| \| \| |
|  |                                                                               |
|  | Solenopsis electra                                                            |
|  |                                                                               |
|  | Solenopsis pusillignis                                                        |
|  |                                                                               |

|  | Solenopsis electra     |
|  |                        |
|  | Solenopsis pusillignis |
|  |                        |

|  | Solenopsis altipunctata |
|  |                         |
|  | Solenopsis weyrauchi    |
|  |                         |

|  | Solenopsis saevissima                                                         |
|  |                                                                               |
|  | Solenopsis pythia                                                             |
|  |                                                                               |
|  | \| \| Solenopsis electra \| \| \| \| \| \| Solenopsis pusillignis \| \| \| \| |
|  |                                                                               |
|  | Solenopsis electra                                                            |
|  |                                                                               |
|  | Solenopsis pusillignis                                                        |
|  |                                                                               |

|  | Solenopsis electra     |
|  |                        |
|  | Solenopsis pusillignis |
|  |                        |

|  | Solenopsis altipunctata |
|  |                         |
|  | Solenopsis weyrauchi    |
|  |                         |

|  | Solenopsis saevissima                                                         |
|  |                                                                               |
|  | Solenopsis pythia                                                             |
|  |                                                                               |
|  | \| \| Solenopsis electra \| \| \| \| \| \| Solenopsis pusillignis \| \| \| \| |
|  |                                                                               |
|  | Solenopsis electra                                                            |
|  |                                                                               |
|  | Solenopsis pusillignis                                                        |
|  |                                                                               |

|  | Solenopsis electra     |
|  |                        |
|  | Solenopsis pusillignis |
|  |                        |

|  | Solenopsis altipunctata |
|  |                         |
|  | Solenopsis weyrauchi    |
|  |                         |

|  | Solenopsis saevissima                                                         |
|  |                                                                               |
|  | Solenopsis pythia                                                             |
|  |                                                                               |
|  | \| \| Solenopsis electra \| \| \| \| \| \| Solenopsis pusillignis \| \| \| \| |
|  |                                                                               |
|  | Solenopsis electra                                                            |
|  |                                                                               |
|  | Solenopsis pusillignis                                                        |
|  |                                                                               |

|  | Solenopsis electra     |
|  |                        |
|  | Solenopsis pusillignis |
|  |                        |

|  | Solenopsis altipunctata |
|  |                         |
|  | Solenopsis weyrauchi    |
|  |                         |

|  | Solenopsis saevissima                                                         |
|  |                                                                               |
|  | Solenopsis pythia                                                             |
|  |                                                                               |
|  | \| \| Solenopsis electra \| \| \| \| \| \| Solenopsis pusillignis \| \| \| \| |
|  |                                                                               |
|  | Solenopsis electra                                                            |
|  |                                                                               |
|  | Solenopsis pusillignis                                                        |
|  |                                                                               |

|  | Solenopsis electra     |
|  |                        |
|  | Solenopsis pusillignis |
|  |                        |

|  | Solenopsis altipunctata |
|  |                         |
|  | Solenopsis weyrauchi    |
|  |                         |

|  | Solenopsis saevissima                                                         |
|  |                                                                               |
|  | Solenopsis pythia                                                             |
|  |                                                                               |
|  | \| \| Solenopsis electra \| \| \| \| \| \| Solenopsis pusillignis \| \| \| \| |
|  |                                                                               |
|  | Solenopsis electra                                                            |
|  |                                                                               |
|  | Solenopsis pusillignis                                                        |
|  |                                                                               |

|  | Solenopsis electra     |
|  |                        |
|  | Solenopsis pusillignis |
|  |                        |

|  | Solenopsis altipunctata |
|  |                         |
|  | Solenopsis weyrauchi    |
|  |                         |

|  | Solenopsis saevissima                                                         |
|  |                                                                               |
|  | Solenopsis pythia                                                             |
|  |                                                                               |
|  | \| \| Solenopsis electra \| \| \| \| \| \| Solenopsis pusillignis \| \| \| \| |
|  |                                                                               |
|  | Solenopsis electra                                                            |
|  |                                                                               |
|  | Solenopsis pusillignis                                                        |
|  |                                                                               |

|  | Solenopsis electra     |
|  |                        |
|  | Solenopsis pusillignis |
|  |                        |

|  | Solenopsis altipunctata |
|  |                         |
|  | Solenopsis weyrauchi    |
|  |                         |

|  | Solenopsis saevissima                                                         |
|  |                                                                               |
|  | Solenopsis pythia                                                             |
|  |                                                                               |
|  | \| \| Solenopsis electra \| \| \| \| \| \| Solenopsis pusillignis \| \| \| \| |
|  |                                                                               |
|  | Solenopsis electra                                                            |
|  |                                                                               |
|  | Solenopsis pusillignis                                                        |
|  |                                                                               |

|  | Solenopsis electra     |
|  |                        |
|  | Solenopsis pusillignis |
|  |                        |

|  | Solenopsis quinquecupsis |
|  |                          |
|  | Solenopsis macdonaghi    |
|  |                          |

|  | Solenopsis altipunctata |
|  |                         |
|  | Solenopsis weyrauchi    |
|  |                         |

|  | Solenopsis saevissima                                                         |
|  |                                                                               |
|  | Solenopsis pythia                                                             |
|  |                                                                               |
|  | \| \| Solenopsis electra \| \| \| \| \| \| Solenopsis pusillignis \| \| \| \| |
|  |                                                                               |
|  | Solenopsis electra                                                            |
|  |                                                                               |
|  | Solenopsis pusillignis                                                        |
|  |                                                                               |

|  | Solenopsis electra     |
|  |                        |
|  | Solenopsis pusillignis |
|  |                        |

|  | Solenopsis altipunctata |
|  |                         |
|  | Solenopsis weyrauchi    |
|  |                         |

|  | Solenopsis saevissima                                                         |
|  |                                                                               |
|  | Solenopsis pythia                                                             |
|  |                                                                               |
|  | \| \| Solenopsis electra \| \| \| \| \| \| Solenopsis pusillignis \| \| \| \| |
|  |                                                                               |
|  | Solenopsis electra                                                            |
|  |                                                                               |
|  | Solenopsis pusillignis                                                        |
|  |                                                                               |

|  | Solenopsis electra     |
|  |                        |
|  | Solenopsis pusillignis |
|  |                        |

|  | Solenopsis altipunctata |
|  |                         |
|  | Solenopsis weyrauchi    |
|  |                         |

|  | Solenopsis saevissima                                                         |
|  |                                                                               |
|  | Solenopsis pythia                                                             |
|  |                                                                               |
|  | \| \| Solenopsis electra \| \| \| \| \| \| Solenopsis pusillignis \| \| \| \| |
|  |                                                                               |
|  | Solenopsis electra                                                            |
|  |                                                                               |
|  | Solenopsis pusillignis                                                        |
|  |                                                                               |

|  | Solenopsis electra     |
|  |                        |
|  | Solenopsis pusillignis |
|  |                        |

|  | Solenopsis altipunctata |
|  |                         |
|  | Solenopsis weyrauchi    |
|  |                         |

|  | Solenopsis saevissima                                                         |
|  |                                                                               |
|  | Solenopsis pythia                                                             |
|  |                                                                               |
|  | \| \| Solenopsis electra \| \| \| \| \| \| Solenopsis pusillignis \| \| \| \| |
|  |                                                                               |
|  | Solenopsis electra                                                            |
|  |                                                                               |
|  | Solenopsis pusillignis                                                        |
|  |                                                                               |

|  | Solenopsis electra     |
|  |                        |
|  | Solenopsis pusillignis |
|  |                        |

|  | Solenopsis altipunctata |
|  |                         |
|  | Solenopsis weyrauchi    |
|  |                         |

|  | Solenopsis saevissima                                                         |
|  |                                                                               |
|  | Solenopsis pythia                                                             |
|  |                                                                               |
|  | \| \| Solenopsis electra \| \| \| \| \| \| Solenopsis pusillignis \| \| \| \| |
|  |                                                                               |
|  | Solenopsis electra                                                            |
|  |                                                                               |
|  | Solenopsis pusillignis                                                        |
|  |                                                                               |

|  | Solenopsis electra     |
|  |                        |
|  | Solenopsis pusillignis |
|  |                        |

|  | Solenopsis altipunctata |
|  |                         |
|  | Solenopsis weyrauchi    |
|  |                         |

|  | Solenopsis saevissima                                                         |
|  |                                                                               |
|  | Solenopsis pythia                                                             |
|  |                                                                               |
|  | \| \| Solenopsis electra \| \| \| \| \| \| Solenopsis pusillignis \| \| \| \| |
|  |                                                                               |
|  | Solenopsis electra                                                            |
|  |                                                                               |
|  | Solenopsis pusillignis                                                        |
|  |                                                                               |

|  | Solenopsis electra     |
|  |                        |
|  | Solenopsis pusillignis |
|  |                        |

|  | Solenopsis altipunctata |
|  |                         |
|  | Solenopsis weyrauchi    |
|  |                         |

|  | Solenopsis saevissima                                                         |
|  |                                                                               |
|  | Solenopsis pythia                                                             |
|  |                                                                               |
|  | \| \| Solenopsis electra \| \| \| \| \| \| Solenopsis pusillignis \| \| \| \| |
|  |                                                                               |
|  | Solenopsis electra                                                            |
|  |                                                                               |
|  | Solenopsis pusillignis                                                        |
|  |                                                                               |

|  | Solenopsis electra     |
|  |                        |
|  | Solenopsis pusillignis |
|  |                        |

|  | Solenopsis altipunctata |
|  |                         |
|  | Solenopsis weyrauchi    |
|  |                         |

|  | Solenopsis saevissima                                                         |
|  |                                                                               |
|  | Solenopsis pythia                                                             |
|  |                                                                               |
|  | \| \| Solenopsis electra \| \| \| \| \| \| Solenopsis pusillignis \| \| \| \| |
|  |                                                                               |
|  | Solenopsis electra                                                            |
|  |                                                                               |
|  | Solenopsis pusillignis                                                        |
|  |                                                                               |

|  | Solenopsis electra     |
|  |                        |
|  | Solenopsis pusillignis |
|  |                        |

|  | Solenopsis altipunctata |
|  |                         |
|  | Solenopsis weyrauchi    |
|  |                         |

|  | Solenopsis saevissima                                                         |
|  |                                                                               |
|  | Solenopsis pythia                                                             |
|  |                                                                               |
|  | \| \| Solenopsis electra \| \| \| \| \| \| Solenopsis pusillignis \| \| \| \| |
|  |                                                                               |
|  | Solenopsis electra                                                            |
|  |                                                                               |
|  | Solenopsis pusillignis                                                        |
|  |                                                                               |

|  | Solenopsis electra     |
|  |                        |
|  | Solenopsis pusillignis |
|  |                        |

|  | Solenopsis altipunctata |
|  |                         |
|  | Solenopsis weyrauchi    |
|  |                         |

|  | Solenopsis saevissima                                                         |
|  |                                                                               |
|  | Solenopsis pythia                                                             |
|  |                                                                               |
|  | \| \| Solenopsis electra \| \| \| \| \| \| Solenopsis pusillignis \| \| \| \| |
|  |                                                                               |
|  | Solenopsis electra                                                            |
|  |                                                                               |
|  | Solenopsis pusillignis                                                        |
|  |                                                                               |

|  | Solenopsis electra     |
|  |                        |
|  | Solenopsis pusillignis |
|  |                        |

|  | Solenopsis altipunctata |
|  |                         |
|  | Solenopsis weyrauchi    |
|  |                         |

|  | Solenopsis saevissima                                                         |
|  |                                                                               |
|  | Solenopsis pythia                                                             |
|  |                                                                               |
|  | \| \| Solenopsis electra \| \| \| \| \| \| Solenopsis pusillignis \| \| \| \| |
|  |                                                                               |
|  | Solenopsis electra                                                            |
|  |                                                                               |
|  | Solenopsis pusillignis                                                        |
|  |                                                                               |

|  | Solenopsis electra     |
|  |                        |
|  | Solenopsis pusillignis |
|  |                        |

|  | Solenopsis altipunctata |
|  |                         |
|  | Solenopsis weyrauchi    |
|  |                         |

|  | Solenopsis saevissima                                                         |
|  |                                                                               |
|  | Solenopsis pythia                                                             |
|  |                                                                               |
|  | \| \| Solenopsis electra \| \| \| \| \| \| Solenopsis pusillignis \| \| \| \| |
|  |                                                                               |
|  | Solenopsis electra                                                            |
|  |                                                                               |
|  | Solenopsis pusillignis                                                        |
|  |                                                                               |

|  | Solenopsis electra     |
|  |                        |
|  | Solenopsis pusillignis |
|  |                        |

|  | Solenopsis altipunctata |
|  |                         |
|  | Solenopsis weyrauchi    |
|  |                         |

|  | Solenopsis saevissima                                                         |
|  |                                                                               |
|  | Solenopsis pythia                                                             |
|  |                                                                               |
|  | \| \| Solenopsis electra \| \| \| \| \| \| Solenopsis pusillignis \| \| \| \| |
|  |                                                                               |
|  | Solenopsis electra                                                            |
|  |                                                                               |
|  | Solenopsis pusillignis                                                        |
|  |                                                                               |

|  | Solenopsis electra     |
|  |                        |
|  | Solenopsis pusillignis |
|  |                        |

|  | Solenopsis altipunctata |
|  |                         |
|  | Solenopsis weyrauchi    |
|  |                         |

|  | Solenopsis saevissima                                                         |
|  |                                                                               |
|  | Solenopsis pythia                                                             |
|  |                                                                               |
|  | \| \| Solenopsis electra \| \| \| \| \| \| Solenopsis pusillignis \| \| \| \| |
|  |                                                                               |
|  | Solenopsis electra                                                            |
|  |                                                                               |
|  | Solenopsis pusillignis                                                        |
|  |                                                                               |

|  | Solenopsis electra     |
|  |                        |
|  | Solenopsis pusillignis |
|  |                        |

|  | Solenopsis altipunctata |
|  |                         |
|  | Solenopsis weyrauchi    |
|  |                         |

|  | Solenopsis saevissima                                                         |
|  |                                                                               |
|  | Solenopsis pythia                                                             |
|  |                                                                               |
|  | \| \| Solenopsis electra \| \| \| \| \| \| Solenopsis pusillignis \| \| \| \| |
|  |                                                                               |
|  | Solenopsis electra                                                            |
|  |                                                                               |
|  | Solenopsis pusillignis                                                        |
|  |                                                                               |

|  | Solenopsis electra     |
|  |                        |
|  | Solenopsis pusillignis |
|  |                        |

|  | Solenopsis altipunctata |
|  |                         |
|  | Solenopsis weyrauchi    |
|  |                         |

|  | Solenopsis saevissima                                                         |
|  |                                                                               |
|  | Solenopsis pythia                                                             |
|  |                                                                               |
|  | \| \| Solenopsis electra \| \| \| \| \| \| Solenopsis pusillignis \| \| \| \| |
|  |                                                                               |
|  | Solenopsis electra                                                            |
|  |                                                                               |
|  | Solenopsis pusillignis                                                        |
|  |                                                                               |

|  | Solenopsis electra     |
|  |                        |
|  | Solenopsis pusillignis |
|  |                        |

|  | Solenopsis quinquecupsis |
|  |                          |
|  | Solenopsis macdonaghi    |
|  |                          |

|  | Solenopsis altipunctata |
|  |                         |
|  | Solenopsis weyrauchi    |
|  |                         |

|  | Solenopsis saevissima                                                         |
|  |                                                                               |
|  | Solenopsis pythia                                                             |
|  |                                                                               |
|  | \| \| Solenopsis electra \| \| \| \| \| \| Solenopsis pusillignis \| \| \| \| |
|  |                                                                               |
|  | Solenopsis electra                                                            |
|  |                                                                               |
|  | Solenopsis pusillignis                                                        |
|  |                                                                               |

|  | Solenopsis electra     |
|  |                        |
|  | Solenopsis pusillignis |
|  |                        |

|  | Solenopsis altipunctata |
|  |                         |
|  | Solenopsis weyrauchi    |
|  |                         |

|  | Solenopsis saevissima                                                         |
|  |                                                                               |
|  | Solenopsis pythia                                                             |
|  |                                                                               |
|  | \| \| Solenopsis electra \| \| \| \| \| \| Solenopsis pusillignis \| \| \| \| |
|  |                                                                               |
|  | Solenopsis electra                                                            |
|  |                                                                               |
|  | Solenopsis pusillignis                                                        |
|  |                                                                               |

|  | Solenopsis electra     |
|  |                        |
|  | Solenopsis pusillignis |
|  |                        |

|  | Solenopsis altipunctata |
|  |                         |
|  | Solenopsis weyrauchi    |
|  |                         |

|  | Solenopsis saevissima                                                         |
|  |                                                                               |
|  | Solenopsis pythia                                                             |
|  |                                                                               |
|  | \| \| Solenopsis electra \| \| \| \| \| \| Solenopsis pusillignis \| \| \| \| |
|  |                                                                               |
|  | Solenopsis electra                                                            |
|  |                                                                               |
|  | Solenopsis pusillignis                                                        |
|  |                                                                               |

|  | Solenopsis electra     |
|  |                        |
|  | Solenopsis pusillignis |
|  |                        |

|  | Solenopsis altipunctata |
|  |                         |
|  | Solenopsis weyrauchi    |
|  |                         |

|  | Solenopsis saevissima                                                         |
|  |                                                                               |
|  | Solenopsis pythia                                                             |
|  |                                                                               |
|  | \| \| Solenopsis electra \| \| \| \| \| \| Solenopsis pusillignis \| \| \| \| |
|  |                                                                               |
|  | Solenopsis electra                                                            |
|  |                                                                               |
|  | Solenopsis pusillignis                                                        |
|  |                                                                               |

|  | Solenopsis electra     |
|  |                        |
|  | Solenopsis pusillignis |
|  |                        |

|  | Solenopsis altipunctata |
|  |                         |
|  | Solenopsis weyrauchi    |
|  |                         |

|  | Solenopsis saevissima                                                         |
|  |                                                                               |
|  | Solenopsis pythia                                                             |
|  |                                                                               |
|  | \| \| Solenopsis electra \| \| \| \| \| \| Solenopsis pusillignis \| \| \| \| |
|  |                                                                               |
|  | Solenopsis electra                                                            |
|  |                                                                               |
|  | Solenopsis pusillignis                                                        |
|  |                                                                               |

|  | Solenopsis electra     |
|  |                        |
|  | Solenopsis pusillignis |
|  |                        |

|  | Solenopsis altipunctata |
|  |                         |
|  | Solenopsis weyrauchi    |
|  |                         |

|  | Solenopsis saevissima                                                         |
|  |                                                                               |
|  | Solenopsis pythia                                                             |
|  |                                                                               |
|  | \| \| Solenopsis electra \| \| \| \| \| \| Solenopsis pusillignis \| \| \| \| |
|  |                                                                               |
|  | Solenopsis electra                                                            |
|  |                                                                               |
|  | Solenopsis pusillignis                                                        |
|  |                                                                               |

|  | Solenopsis electra     |
|  |                        |
|  | Solenopsis pusillignis |
|  |                        |

|  | Solenopsis altipunctata |
|  |                         |
|  | Solenopsis weyrauchi    |
|  |                         |

|  | Solenopsis saevissima                                                         |
|  |                                                                               |
|  | Solenopsis pythia                                                             |
|  |                                                                               |
|  | \| \| Solenopsis electra \| \| \| \| \| \| Solenopsis pusillignis \| \| \| \| |
|  |                                                                               |
|  | Solenopsis electra                                                            |
|  |                                                                               |
|  | Solenopsis pusillignis                                                        |
|  |                                                                               |

|  | Solenopsis electra     |
|  |                        |
|  | Solenopsis pusillignis |
|  |                        |

|  | Solenopsis altipunctata |
|  |                         |
|  | Solenopsis weyrauchi    |
|  |                         |

|  | Solenopsis saevissima                                                         |
|  |                                                                               |
|  | Solenopsis pythia                                                             |
|  |                                                                               |
|  | \| \| Solenopsis electra \| \| \| \| \| \| Solenopsis pusillignis \| \| \| \| |
|  |                                                                               |
|  | Solenopsis electra                                                            |
|  |                                                                               |
|  | Solenopsis pusillignis                                                        |
|  |                                                                               |

|  | Solenopsis electra     |
|  |                        |
|  | Solenopsis pusillignis |
|  |                        |

|  | Solenopsis altipunctata |
|  |                         |
|  | Solenopsis weyrauchi    |
|  |                         |

|  | Solenopsis saevissima                                                         |
|  |                                                                               |
|  | Solenopsis pythia                                                             |
|  |                                                                               |
|  | \| \| Solenopsis electra \| \| \| \| \| \| Solenopsis pusillignis \| \| \| \| |
|  |                                                                               |
|  | Solenopsis electra                                                            |
|  |                                                                               |
|  | Solenopsis pusillignis                                                        |
|  |                                                                               |

|  | Solenopsis electra     |
|  |                        |
|  | Solenopsis pusillignis |
|  |                        |

|  | Solenopsis altipunctata |
|  |                         |
|  | Solenopsis weyrauchi    |
|  |                         |

|  | Solenopsis saevissima                                                         |
|  |                                                                               |
|  | Solenopsis pythia                                                             |
|  |                                                                               |
|  | \| \| Solenopsis electra \| \| \| \| \| \| Solenopsis pusillignis \| \| \| \| |
|  |                                                                               |
|  | Solenopsis electra                                                            |
|  |                                                                               |
|  | Solenopsis pusillignis                                                        |
|  |                                                                               |

|  | Solenopsis electra     |
|  |                        |
|  | Solenopsis pusillignis |
|  |                        |

|  | Solenopsis altipunctata |
|  |                         |
|  | Solenopsis weyrauchi    |
|  |                         |

|  | Solenopsis saevissima                                                         |
|  |                                                                               |
|  | Solenopsis pythia                                                             |
|  |                                                                               |
|  | \| \| Solenopsis electra \| \| \| \| \| \| Solenopsis pusillignis \| \| \| \| |
|  |                                                                               |
|  | Solenopsis electra                                                            |
|  |                                                                               |
|  | Solenopsis pusillignis                                                        |
|  |                                                                               |

|  | Solenopsis electra     |
|  |                        |
|  | Solenopsis pusillignis |
|  |                        |

|  | Solenopsis altipunctata |
|  |                         |
|  | Solenopsis weyrauchi    |
|  |                         |

|  | Solenopsis saevissima                                                         |
|  |                                                                               |
|  | Solenopsis pythia                                                             |
|  |                                                                               |
|  | \| \| Solenopsis electra \| \| \| \| \| \| Solenopsis pusillignis \| \| \| \| |
|  |                                                                               |
|  | Solenopsis electra                                                            |
|  |                                                                               |
|  | Solenopsis pusillignis                                                        |
|  |                                                                               |

|  | Solenopsis electra     |
|  |                        |
|  | Solenopsis pusillignis |
|  |                        |

|  | Solenopsis altipunctata |
|  |                         |
|  | Solenopsis weyrauchi    |
|  |                         |

|  | Solenopsis saevissima                                                         |
|  |                                                                               |
|  | Solenopsis pythia                                                             |
|  |                                                                               |
|  | \| \| Solenopsis electra \| \| \| \| \| \| Solenopsis pusillignis \| \| \| \| |
|  |                                                                               |
|  | Solenopsis electra                                                            |
|  |                                                                               |
|  | Solenopsis pusillignis                                                        |
|  |                                                                               |

|  | Solenopsis electra     |
|  |                        |
|  | Solenopsis pusillignis |
|  |                        |

|  | Solenopsis altipunctata |
|  |                         |
|  | Solenopsis weyrauchi    |
|  |                         |

|  | Solenopsis saevissima                                                         |
|  |                                                                               |
|  | Solenopsis pythia                                                             |
|  |                                                                               |
|  | \| \| Solenopsis electra \| \| \| \| \| \| Solenopsis pusillignis \| \| \| \| |
|  |                                                                               |
|  | Solenopsis electra                                                            |
|  |                                                                               |
|  | Solenopsis pusillignis                                                        |
|  |                                                                               |

|  | Solenopsis electra     |
|  |                        |
|  | Solenopsis pusillignis |
|  |                        |

|  | Solenopsis altipunctata |
|  |                         |
|  | Solenopsis weyrauchi    |
|  |                         |

|  | Solenopsis saevissima                                                         |
|  |                                                                               |
|  | Solenopsis pythia                                                             |
|  |                                                                               |
|  | \| \| Solenopsis electra \| \| \| \| \| \| Solenopsis pusillignis \| \| \| \| |
|  |                                                                               |
|  | Solenopsis electra                                                            |
|  |                                                                               |
|  | Solenopsis pusillignis                                                        |
|  |                                                                               |

|  | Solenopsis electra     |
|  |                        |
|  | Solenopsis pusillignis |
|  |                        |

|  | Solenopsis altipunctata |
|  |                         |
|  | Solenopsis weyrauchi    |
|  |                         |

|  | Solenopsis saevissima                                                         |
|  |                                                                               |
|  | Solenopsis pythia                                                             |
|  |                                                                               |
|  | \| \| Solenopsis electra \| \| \| \| \| \| Solenopsis pusillignis \| \| \| \| |
|  |                                                                               |
|  | Solenopsis electra                                                            |
|  |                                                                               |
|  | Solenopsis pusillignis                                                        |
|  |                                                                               |

|  | Solenopsis electra     |
|  |                        |
|  | Solenopsis pusillignis |
|  |                        |

|  | Solenopsis quinquecupsis |
|  |                          |
|  | Solenopsis macdonaghi    |
|  |                          |

|  | Solenopsis altipunctata |
|  |                         |
|  | Solenopsis weyrauchi    |
|  |                         |

|  | Solenopsis saevissima                                                         |
|  |                                                                               |
|  | Solenopsis pythia                                                             |
|  |                                                                               |
|  | \| \| Solenopsis electra \| \| \| \| \| \| Solenopsis pusillignis \| \| \| \| |
|  |                                                                               |
|  | Solenopsis electra                                                            |
|  |                                                                               |
|  | Solenopsis pusillignis                                                        |
|  |                                                                               |

|  | Solenopsis electra     |
|  |                        |
|  | Solenopsis pusillignis |
|  |                        |

|  | Solenopsis altipunctata |
|  |                         |
|  | Solenopsis weyrauchi    |
|  |                         |

|  | Solenopsis saevissima                                                         |
|  |                                                                               |
|  | Solenopsis pythia                                                             |
|  |                                                                               |
|  | \| \| Solenopsis electra \| \| \| \| \| \| Solenopsis pusillignis \| \| \| \| |
|  |                                                                               |
|  | Solenopsis electra                                                            |
|  |                                                                               |
|  | Solenopsis pusillignis                                                        |
|  |                                                                               |

|  | Solenopsis electra     |
|  |                        |
|  | Solenopsis pusillignis |
|  |                        |

|  | Solenopsis altipunctata |
|  |                         |
|  | Solenopsis weyrauchi    |
|  |                         |

|  | Solenopsis saevissima                                                         |
|  |                                                                               |
|  | Solenopsis pythia                                                             |
|  |                                                                               |
|  | \| \| Solenopsis electra \| \| \| \| \| \| Solenopsis pusillignis \| \| \| \| |
|  |                                                                               |
|  | Solenopsis electra                                                            |
|  |                                                                               |
|  | Solenopsis pusillignis                                                        |
|  |                                                                               |

|  | Solenopsis electra     |
|  |                        |
|  | Solenopsis pusillignis |
|  |                        |

|  | Solenopsis altipunctata |
|  |                         |
|  | Solenopsis weyrauchi    |
|  |                         |

|  | Solenopsis saevissima                                                         |
|  |                                                                               |
|  | Solenopsis pythia                                                             |
|  |                                                                               |
|  | \| \| Solenopsis electra \| \| \| \| \| \| Solenopsis pusillignis \| \| \| \| |
|  |                                                                               |
|  | Solenopsis electra                                                            |
|  |                                                                               |
|  | Solenopsis pusillignis                                                        |
|  |                                                                               |

|  | Solenopsis electra     |
|  |                        |
|  | Solenopsis pusillignis |
|  |                        |

|  | Solenopsis altipunctata |
|  |                         |
|  | Solenopsis weyrauchi    |
|  |                         |

|  | Solenopsis saevissima                                                         |
|  |                                                                               |
|  | Solenopsis pythia                                                             |
|  |                                                                               |
|  | \| \| Solenopsis electra \| \| \| \| \| \| Solenopsis pusillignis \| \| \| \| |
|  |                                                                               |
|  | Solenopsis electra                                                            |
|  |                                                                               |
|  | Solenopsis pusillignis                                                        |
|  |                                                                               |

|  | Solenopsis electra     |
|  |                        |
|  | Solenopsis pusillignis |
|  |                        |

|  | Solenopsis altipunctata |
|  |                         |
|  | Solenopsis weyrauchi    |
|  |                         |

|  | Solenopsis saevissima                                                         |
|  |                                                                               |
|  | Solenopsis pythia                                                             |
|  |                                                                               |
|  | \| \| Solenopsis electra \| \| \| \| \| \| Solenopsis pusillignis \| \| \| \| |
|  |                                                                               |
|  | Solenopsis electra                                                            |
|  |                                                                               |
|  | Solenopsis pusillignis                                                        |
|  |                                                                               |

|  | Solenopsis electra     |
|  |                        |
|  | Solenopsis pusillignis |
|  |                        |

|  | Solenopsis altipunctata |
|  |                         |
|  | Solenopsis weyrauchi    |
|  |                         |

|  | Solenopsis saevissima                                                         |
|  |                                                                               |
|  | Solenopsis pythia                                                             |
|  |                                                                               |
|  | \| \| Solenopsis electra \| \| \| \| \| \| Solenopsis pusillignis \| \| \| \| |
|  |                                                                               |
|  | Solenopsis electra                                                            |
|  |                                                                               |
|  | Solenopsis pusillignis                                                        |
|  |                                                                               |

|  | Solenopsis electra     |
|  |                        |
|  | Solenopsis pusillignis |
|  |                        |

|  | Solenopsis altipunctata |
|  |                         |
|  | Solenopsis weyrauchi    |
|  |                         |

|  | Solenopsis saevissima                                                         |
|  |                                                                               |
|  | Solenopsis pythia                                                             |
|  |                                                                               |
|  | \| \| Solenopsis electra \| \| \| \| \| \| Solenopsis pusillignis \| \| \| \| |
|  |                                                                               |
|  | Solenopsis electra                                                            |
|  |                                                                               |
|  | Solenopsis pusillignis                                                        |
|  |                                                                               |

|  | Solenopsis electra     |
|  |                        |
|  | Solenopsis pusillignis |
|  |                        |

|  | Solenopsis altipunctata |
|  |                         |
|  | Solenopsis weyrauchi    |
|  |                         |

|  | Solenopsis saevissima                                                         |
|  |                                                                               |
|  | Solenopsis pythia                                                             |
|  |                                                                               |
|  | \| \| Solenopsis electra \| \| \| \| \| \| Solenopsis pusillignis \| \| \| \| |
|  |                                                                               |
|  | Solenopsis electra                                                            |
|  |                                                                               |
|  | Solenopsis pusillignis                                                        |
|  |                                                                               |

|  | Solenopsis electra     |
|  |                        |
|  | Solenopsis pusillignis |
|  |                        |

|  | Solenopsis altipunctata |
|  |                         |
|  | Solenopsis weyrauchi    |
|  |                         |

|  | Solenopsis saevissima                                                         |
|  |                                                                               |
|  | Solenopsis pythia                                                             |
|  |                                                                               |
|  | \| \| Solenopsis electra \| \| \| \| \| \| Solenopsis pusillignis \| \| \| \| |
|  |                                                                               |
|  | Solenopsis electra                                                            |
|  |                                                                               |
|  | Solenopsis pusillignis                                                        |
|  |                                                                               |

|  | Solenopsis electra     |
|  |                        |
|  | Solenopsis pusillignis |
|  |                        |

|  | Solenopsis altipunctata |
|  |                         |
|  | Solenopsis weyrauchi    |
|  |                         |

|  | Solenopsis saevissima                                                         |
|  |                                                                               |
|  | Solenopsis pythia                                                             |
|  |                                                                               |
|  | \| \| Solenopsis electra \| \| \| \| \| \| Solenopsis pusillignis \| \| \| \| |
|  |                                                                               |
|  | Solenopsis electra                                                            |
|  |                                                                               |
|  | Solenopsis pusillignis                                                        |
|  |                                                                               |

|  | Solenopsis electra     |
|  |                        |
|  | Solenopsis pusillignis |
|  |                        |

|  | Solenopsis altipunctata |
|  |                         |
|  | Solenopsis weyrauchi    |
|  |                         |

|  | Solenopsis saevissima                                                         |
|  |                                                                               |
|  | Solenopsis pythia                                                             |
|  |                                                                               |
|  | \| \| Solenopsis electra \| \| \| \| \| \| Solenopsis pusillignis \| \| \| \| |
|  |                                                                               |
|  | Solenopsis electra                                                            |
|  |                                                                               |
|  | Solenopsis pusillignis                                                        |
|  |                                                                               |

|  | Solenopsis electra     |
|  |                        |
|  | Solenopsis pusillignis |
|  |                        |

|  | Solenopsis altipunctata |
|  |                         |
|  | Solenopsis weyrauchi    |
|  |                         |

|  | Solenopsis saevissima                                                         |
|  |                                                                               |
|  | Solenopsis pythia                                                             |
|  |                                                                               |
|  | \| \| Solenopsis electra \| \| \| \| \| \| Solenopsis pusillignis \| \| \| \| |
|  |                                                                               |
|  | Solenopsis electra                                                            |
|  |                                                                               |
|  | Solenopsis pusillignis                                                        |
|  |                                                                               |

|  | Solenopsis electra     |
|  |                        |
|  | Solenopsis pusillignis |
|  |                        |

|  | Solenopsis altipunctata |
|  |                         |
|  | Solenopsis weyrauchi    |
|  |                         |

|  | Solenopsis saevissima                                                         |
|  |                                                                               |
|  | Solenopsis pythia                                                             |
|  |                                                                               |
|  | \| \| Solenopsis electra \| \| \| \| \| \| Solenopsis pusillignis \| \| \| \| |
|  |                                                                               |
|  | Solenopsis electra                                                            |
|  |                                                                               |
|  | Solenopsis pusillignis                                                        |
|  |                                                                               |

|  | Solenopsis electra     |
|  |                        |
|  | Solenopsis pusillignis |
|  |                        |

|  | Solenopsis altipunctata |
|  |                         |
|  | Solenopsis weyrauchi    |
|  |                         |

|  | Solenopsis saevissima                                                         |
|  |                                                                               |
|  | Solenopsis pythia                                                             |
|  |                                                                               |
|  | \| \| Solenopsis electra \| \| \| \| \| \| Solenopsis pusillignis \| \| \| \| |
|  |                                                                               |
|  | Solenopsis electra                                                            |
|  |                                                                               |
|  | Solenopsis pusillignis                                                        |
|  |                                                                               |

|  | Solenopsis electra     |
|  |                        |
|  | Solenopsis pusillignis |
|  |                        |

|  | Solenopsis altipunctata |
|  |                         |
|  | Solenopsis weyrauchi    |
|  |                         |

|  | Solenopsis saevissima                                                         |
|  |                                                                               |
|  | Solenopsis pythia                                                             |
|  |                                                                               |
|  | \| \| Solenopsis electra \| \| \| \| \| \| Solenopsis pusillignis \| \| \| \| |
|  |                                                                               |
|  | Solenopsis electra                                                            |
|  |                                                                               |
|  | Solenopsis pusillignis                                                        |
|  |                                                                               |

|  | Solenopsis electra     |
|  |                        |
|  | Solenopsis pusillignis |
|  |                        |

Dados fenotípicos e genéticos sugerem que a formiga-de-fogo-vermelha e a formiga-de-fogo-preta (Solenopsis richteri) diferem uma da outra, mas compartilham uma relação genética próxima. A hibridação entre as duas formigas ocorre em áreas onde fazem contato, com a zona híbrida localizada no Mississípi. Tal hibridização resultou do contato secundário entre essas duas formigas várias décadas atrás, quando se encontraram pela primeira vez no sul do Alabama. Com base no DNA mitocondrial, os haplótipos examinados não formam um clado monofilético. Alguns dos haplótipos examinados formam uma relação mais próxima com S. megergates, S. quinquecuspis e S. richteri do que com outros haplótipos de S. invicta. A ocorrência de um possível agrupamento parafilético sugere que a formiga-de-fogo-vermelha e S. quinquecuspis são possíveis grupos de espécies crípticas compostas por várias espécies que não podem ser distinguidas morfologicamente.

### Genética
Estudos mostram que a variação do DNA mitocondrial ocorre substancialmente em sociedades poligínicas (ninhos com múltiplas rainhas), mas nenhuma variação é detectada em sociedades monogínicas (ninhos com uma única rainha). A triploidia (uma anormalidade cromossômica) ocorre em altas taxas de formigas-de-fogo-vermelhas (até 12% em fêmeas não reprodutivas), que está ligada à alta frequência de machos diploides. É é a primeira espécie a possuir um gene de barba verde, pelo qual a seleção natural pode favorecer o comportamento altruísta. As operárias que contêm esse gene são capazes de distinguir entre rainhas que o contêm e aquelas que não o possuem, aparentemente usando pistas de odor. As operárias matam as rainhas que não contêm o gene. Em 2011, os cientistas anunciaram que tinham sequenciado completamente o genoma da formiga-de-fogo-vermelha de um macho.

## Descrição

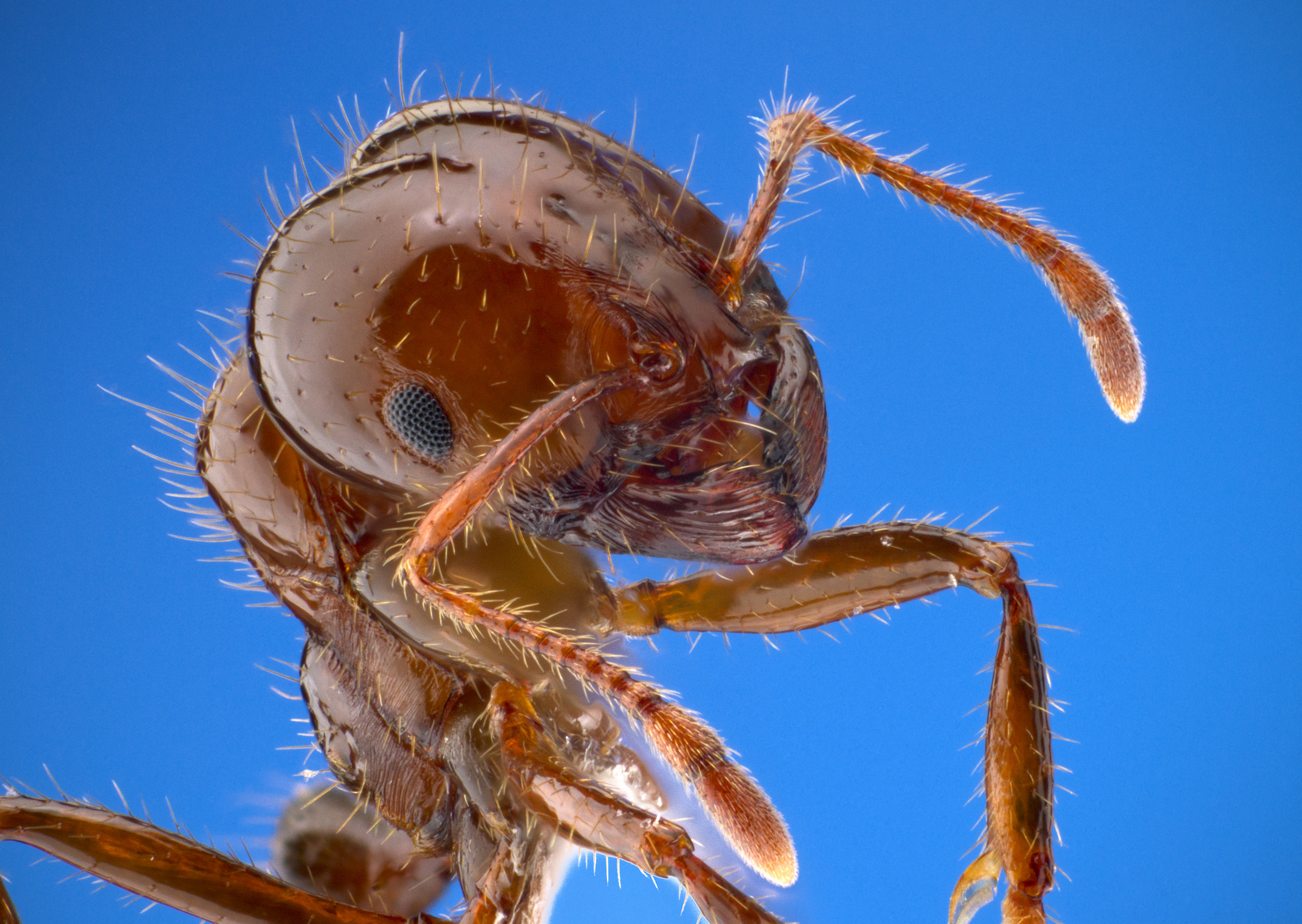
Visão aproximada do rosto de um operária

Cabeça de uma operária maior

Operárias de formigas-de-fogo-vermelhas variam em tamanho de pequeno a médio, tornando-as polimórficas. Medem entre 2,4 e 6,0 milímetros (0,094 e 0,236 polegada). A cabeça mede de 0,66 a 1,41 milímetro (0,026 a 0,056 polegada) e tem de 0,65 a 1,43 milímetro (0,026 a 0,056 polegada) de largura. Nas operárias maiores, suas cabeças medem de 1,35 a 1,40 milímetro (0,053 a 0,055 polegada) e de 1,39 a 1,42 milímetro (0,055 a 0,056 polegada) de largura. Os escapos da antena medem de 0,96 a 1,02 milímetro (0,038 a 0,040 polegada) e o comprimento torácico é de 1,70 a 1,73 milímetro (0,067 a 0,068 polegada). A cabeça torna-se mais larga atrás dos olhos com lóbulos occipitais arredondados presentes e, ao contrário da formiga-de-fogo-preta de aparência semelhante, os lóbulos atingem o pico além da linha média, mas a excisão occipital não é tão semelhante a um vinco. Os escapos das operárias maiores não se estendem além do pico occipital em um ou dois diâmetros do escapo; esta característica é mais perceptível nas formigas-de-fogo-pretas. Nas operárias de médio porte, os escapos atingem os picos occipitais e ultrapassam a borda posterior nas operárias menores. Em operárias pequenas e médias, a cabeça tende a ter lados mais elípticos. A cabeça das operárias pequenas é mais larga na frente do que atrás. Nas operárias maiores, o pronoto não possui ombros angulares, nem possui área posteromediana rebaixada. O promesonoto é convexo e a base do propódeo é arredondada e também convexa. A base e o declive têm o mesmo comprimento. A sutura do promesonoto é forte ou fraca em operárias maiores. O pecíolo tem uma escama grossa e rombuda; se observado por trás, não é tão arredondado na parte superior em contraste com a formiga-de-fogo-preta e, às vezes, pode ser subtruncado. O pós-pecíolo é grande e largo e, nas operárias maiores, é mais largo que o comprimento. O pós-pecíolo tende a ser menos largo na frente e mais largo atrás. No lado posterior da superfície dorsal, uma impressão transversal está presente. Na formiga-de-fogo-preta esta característica também está presente, mas muito mais fraca.
A escultura é muito semelhante à formiga-de-fogo-preta. As perfurações são de onde surge a pilosidade, muitas vezes alongadas nas porções dorsal e ventral da cabeça. No tórax, estrias estão presentes, mas são menos gravadas com menos pontos do que na formiga-de-fogo-preta. No pecíolo, os pontuados estão localizados nas laterais. O pós-pecíolo, quando visto de cima, tem chagrim forte com punctostrias transversais distintas. As laterais são cobertas por perfurações profundas, onde parecem menores, porém mais profundas. Na formiga-de-fogo-preta, as perfurações são maiores e mais rasas. Isso dá uma aparência mais opaca à superfície. Em alguns casos, punctostrias podem estar presentes ao redor da porção posterior. A pilosidade parece semelhante à da formiga-de-fogo-preta. Esses pelos são eretos e variam em comprimento, aparecendo longos em cada lado do pronoto e do mesonoto; na cabeça, os cabelos longos são vistos em fileiras longitudinais. Numerosos pelos pubescentes reprimidos estão na escala peciolar; isso é o oposto na formiga-de-fogo-preta, já que esses pelos são esparsos. As operárias aparecem vermelhas e um tanto amareladas com um gáster marrom ou completamente preto. Às vezes, manchas gástricas são vistas em operárias maiores, onde não são tão coloridas quanto as da formiga-de-fogo-preta. A mancha gástrica geralmente cobre uma pequena porção do primeiro tergito gástrico. O tórax é concolor, variando de marrom-avermelhado claro a marrom-escuro. As pernas e coxas são geralmente levemente sombreadas. A cabeça tem um padrão de cor consistente em operárias grandes, com o occipital e o vértice aparecendo em marrom. Outras partes da cabeça, incluindo a frente, genas e a região central do clípeo, são amareladas ou marrom-amareladas. As bordas anteriores das genas e mandíbulas são marrom-escuras; ambos também parecem compartilhar o mesmo tom de cor com o occipital. Os escapos e funículos variam de ser da mesma cor que a cabeça ou compartilham a mesma tonalidade com o occipital. As áreas claras da cabeça em operárias de pequeno e médio porte são restritas apenas à região frontal, com uma marca escura semelhante a uma flecha ou foguete presente. Ocasionalmente, os ninhos podem ter uma série de cores diferentes. Por exemplo, as operárias podem ser muito mais escuras e a mancha gástrica pode estar completamente ausente ou parecer marrom-escura.

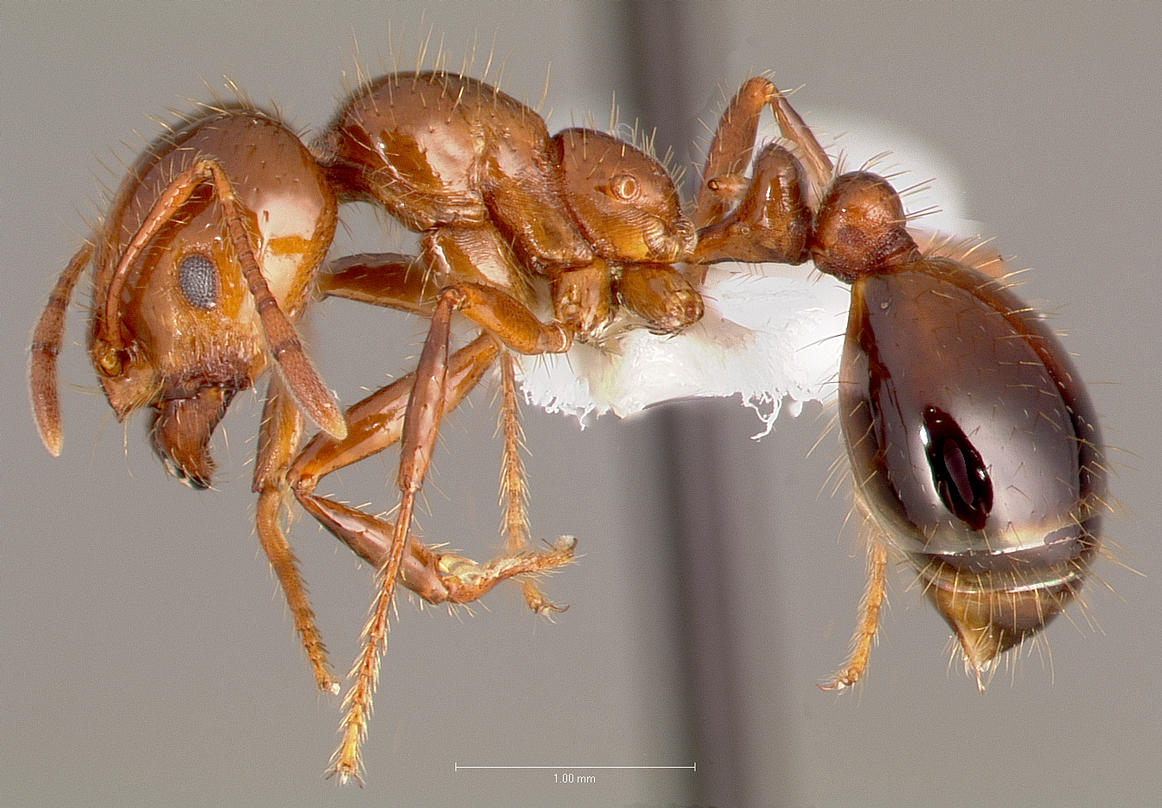
Corpo completo de uma operária

As rainhas têm comprimento de cabeça de 1,27 a 1,29 milímetro (0,050 a 0,051 polegada) e largura de 1,32 a 1,33 milímetro (0,052 a 0,052 polegada). Os escapos medem de 0,95 a 0,98 milímetro (0,037 a 0,039 polegada) e o tórax é de 2,60 a 2,63 milímetros (0,102 a 0,104 polegada). A cabeça é quase indistinguível da formiga-de-fogo-preta, mas a excisão occipital é menos parecida com um vinco e os escapos são consideravelmente mais curtos. Sua escama peciolar é convexa e lembra a da formiga-de-fogo-preta. O pós-pecíolo tem lados retos que nunca são côncavos, ao contrário da formiga-de-fogo-preta, onde eles são côncavos. O tórax é quase idêntico, mas o espaço claro entre a área estriada metapleural e os espiráculos propodeais é uma prega estreita ou não está presente. As porções laterais do pecíolo são puntiformes. Os lados do pós-pecíolo são opacos com perfurações presentes, mas nenhuma rugosidade irregular é vista. A parte anterior do dorso é chagrim, e as regiões média e posterior apresentam punctostrias transversais. Todas essas regiões possuem pelos eretos. As porções anteriores do pecíolo e do pós-pecíolo têm pubescência aprimorada que também é vista no propódeo. A cor da rainha é semelhante à de uma operária: o gáster é marrom escuro e as pernas, escapos e tórax são marrom claro com estrias escuras no mesoscuto. A cabeça é amarelada ou marrom-amarelada em torno das regiões centrais, o occipital e as mandíbulas são de uma cor semelhante ao tórax e as veias das asas variam de incolores a marrom claro. Os machos parecem semelhantes à formiga-de-fogo-preta, mas as bordas superiores das escamas peciolares são mais côncavas. Em ambas as espécies, os espiráculos do pós-pecíolo e do pecíolo projetam-se fortemente. Todo o corpo do macho é preto concolor, mas as antenas são esbranquiçadas. Como a rainha, as veias das asas são incolores ou marrom-claras.
A formiga-de-fogo-vermelha pode ser erroneamente identificada como a similar formiga-de-fogo-preta. As duas espécies podem ser distinguidas uma da outra através de exames morfológicos da cabeça, tórax e pós-pecíolo. Na formiga-de-fogo-preta, os lados da cabeça são amplamente elípticos e a forma cordada vista na formiga-de-fogo-vermelha está ausente. A região dos lóbulos occipitais que estão situadas perto da linha média e da excisão occipital aparecem mais como vincos na formiga-de-fogo-preta do que na formiga-de-fogo-vermelha. Os escapos da formiga-de-fogo-preta são mais longos do que na formiga-de-fogo-vermelha, e o pronoto tem fortes ombros angulados. Tal personagem está quase ausente na formiga-de-fogo-vermelha. Uma área rasa, mas afundada, é conhecida apenas nas operárias maiores da formiga-de-fogo-preta, localizadas na região posterior do dorso do pronoto. Esse recurso está completamente ausente em formigas-de-fogos-vermelhas maiores. O promesonoto da formiga-de-fogo-vermelha é fortemente convexo, enquanto esta característica é fracamente convexa na formiga-de-fogo-preta. Ao exame, a base do propódeo é alongada e reta na formiga-de-fogo-preta, enquanto convexa e mais curta na formiga-de-fogo-vermelha. Ele também tem pós-pecíolo largo com lados retos ou divergentes. O pós-pecíolo na formiga-de-fogo-preta é mais estreito com lados convergentes. Na formiga-de-fogo-preta, a impressão transversal na porção posterodorsal do pós-pecíolo é forte, mas fraca ou ausente na formiga-de-fogo-vermelha. Além disso, as operárias da formiga-de-fogo-preta são 15% maiores que as operárias de formigas-de-fogo-vermelhas, são marrom-escuras e possuem uma faixa amarela no lado dorsal do gáster.

### Ninhada

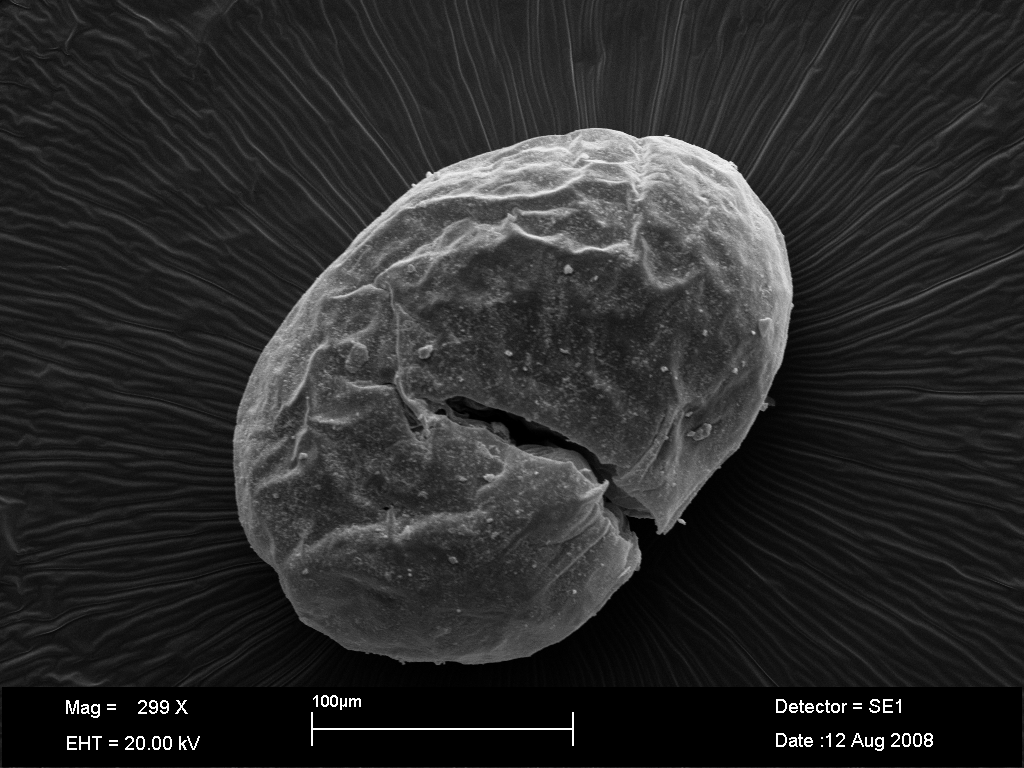
Micrografia eletrônica de um ovo de formiga-de-fogo-vermelha incubado

Os ovos são minúsculos e de formato oval, permanecendo do mesmo tamanho por cerca de uma semana. Após uma semana, o ovo assume a forma de um embrião e forma uma larva quando a casca do ovo é removida. As larvas medem 3 milímetros (0,12 polegadas). Apresentam aparência semelhante às larvas de S. geminata, mas podem ser distinguidas pelo tegumento com espínulos no topo da porção dorsal dos somitos posteriores. Os pelos do corpo medem 0,063 a 0,113 milímetro (0,0025 a 0,0044 polegada) com uma ponta denticulada. As antenas têm duas ou três sensilas. O labro é menor com dois pelos na superfície anterior que são de 0,013 milímetro (0,00051 polegada). A maxila tem uma faixa esclerotizada entre o cardo e os estipes. O lábio também tem uma pequena faixa esclerotizada. Os tubos das glândulas labiais são conhecidos por produzir ou secretar uma substância proteica que possui rico nível de enzimas digestivas, que inclui proteases e amilases que funcionam como digestão extraintestinal de alimentos sólidos. O intestino médio também contém amilases, roteases e upases. As células estreitas em seu reservatório têm pouca ou nenhuma função na secreção. As pupas se assemelham a adultos de qualquer casta, exceto que suas pernas e antenas são mantidas firmemente contra o corpo. Parecem brancas, mas com o tempo, as pupas ficam mais escuras quando estão quase prontas para amadurecer.
Quatro ínstares larvais foram descritos com base em caracteres morfológicos distintos. As larvas das operárias menores e maiores são impossíveis de distinguir antes do instar final, quando as diferenças de tamanho se tornam aparentes. Após a pupação, uma diferença maior na largura da cabeça entre as castas torna-se mais evidente. As larvas reprodutivas são maiores que as larvas de operárias e apresentam diferenças morfológicas discretas nas peças bucais. As larvas de quarto ínstar de machos e rainhas podem ser diferenciadas com base em sua forma relativa e coloração do corpo, e também os discos imaginais gonopodais internos podem diferir.

### Polimorfismo

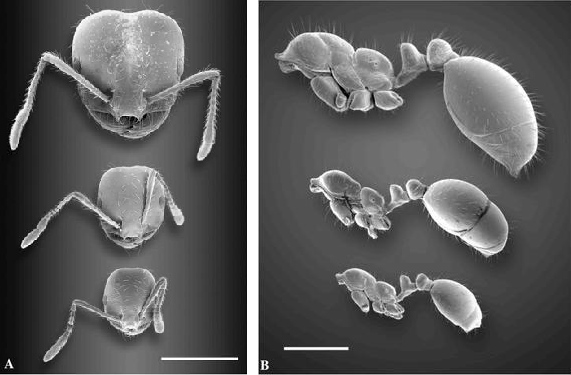
Diferenças anatômicas das operárias: A barra de escala é de um milímetro

A formiga-de-fogo-vermelha é polimórfica com duas castas diferentes de operárias: operárias menores e operárias maiores (soldados). Como muitas formigas que exibem polimorfismo, formigas jovens e menores não forrageiam e cuidam da ninhada, enquanto as operárias maiores saem e forrageiam. Nas colônias incipientes, não existe polimorfismo, mas são ocupadas por operárias monomórficas chamadas "mínimas" ou "naníticas". A largura média da cabeça nas colônias testadas aumenta durante os primeiros seis meses de desenvolvimento. Em colônias com cinco anos de idade, a largura da cabeça das operárias menores diminui, mas às operárias maiores, a largura da cabeça permanece a mesma. O peso total de uma operária maior é o dobro do de uma operária menor quando eles chegam e, aos seis meses, as operárias maiores são quatro vezes mais pesadas do que as operárias menores. Uma vez que as grandes operárias se desenvolvem, elas podem constituir uma grande parte da força de trabalho, com até 35% sendo grandes operárias em uma única colônia. Isso não afeta o desempenho da colônia, pois colônias polimórficas e ninhos com pequenas operárias produzem ninhadas aproximadamente na mesma taxa, e o polimorfismo não é uma vantagem ou desvantagem quando as fontes de alimento não são limitadas. No entanto, colônias polimórficas são energeticamente mais eficientes e, sob condições em que o alimento é limitado, o polimorfismo pode fornecer uma pequena vantagem na produção de cria, mas isso depende dos níveis de estresse alimentar.
À medida que as formigas operárias crescem para tamanhos maiores, a forma da cabeça muda, devido ao comprimento da cabeça crescer ao mesmo tempo que o comprimento total do corpo, e a largura da cabeça pode crescer em 20%. O comprimento das antenas só cresce lentamente; as antenas podem crescer apenas 60% mais quando o corpo dobra seu comprimento, portanto, o comprimento relativo da antena diminui em 20% conforme o comprimento do corpo dobra. Todas as pernas individuais do corpo são isométricas com o comprimento do corpo, o que significa que mesmo quando o comprimento do corpo dobra, as pernas também dobram. No entanto, nem todas as pernas têm o mesmo comprimento; a porção protorácica representa 29% do comprimento da perna, a mesotorácica 31% e a metatorácica 41%. Os dois primeiros pares de pernas têm o mesmo comprimento entre si, enquanto o par final é mais longo. No geral, a aparência morfológica de uma operária muda drasticamente quando cresce. A cabeça exibe a maior mudança de formato e a altura do alinoto cresce mais rápido que seu comprimento, onde uma relação altura/comprimento de 0,27 em operárias menores e 0,32 em operárias maiores é observada. Devido a isso, as operárias maiores tendem a ter uma forma corcunda e um alinoto robusto em contraste com as operárias menores. Nenhum segmento do pecíolo exibe qualquer alteração na forma à medida que o tamanho do corpo muda. A largura do gáster cresce mais rapidamente do que seu comprimento, onde a largura pode ser de 96% de seu comprimento, mas aumenta para 106%.

### Fisiologia

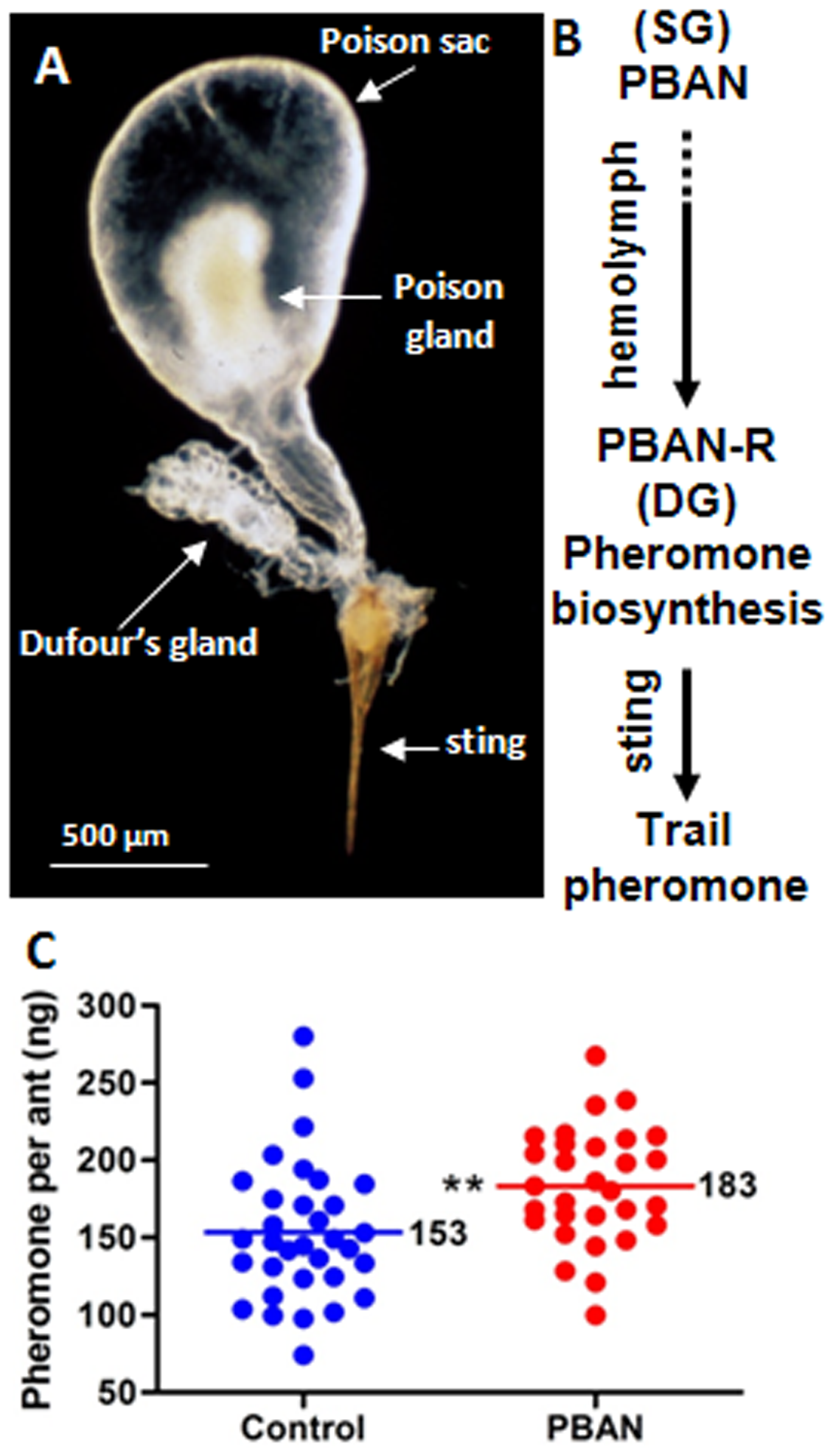
Fotomicrografia de componentes de aparelhos de ferrão

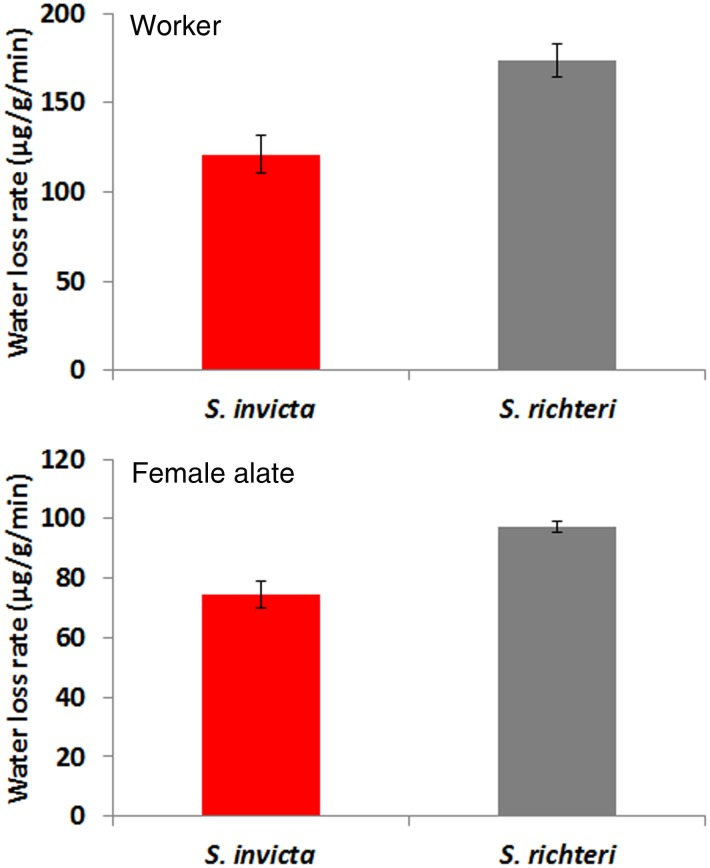
Taxas de perda de água de operárias e fêmeas aladas em S. invicta e S. richteri

Assim como outros insetos, a formiga-de-fogo-vermelha respira por um sistema de tubos cheios de gás chamados traqueias conectados ao ambiente externo por meio de espiráculos. Os ramos traqueais terminais (traqueolas) fazem contato direto com órgãos e tecidos internos. O transporte de oxigênio às células (e dióxido de carbono para fora das células) ocorre por meio da difusão de gases entre as traqueolas e o tecido circundante e é auxiliado por uma troca gasosa descontínua. Assim como ocorre com outros insetos, a comunicação direta entre o sistema traqueal e os tecidos elimina a necessidade de uma rede de fluido circulante para transportar oxigênio. Assim, as formigas-de-fogo-vermelhas e outros artrópodes podem ter um sistema circulatório modesto, embora tenham demandas metabólicas altamente altas.
O sistema excretor consiste em três regiões. A região basal possui três células encontradas na porção posterior do intestino médio. As cavidades anterior e superior são formadas pelas bases dos quatro túbulos de Malpighi. A cavidade superior se abre no lume do intestino delgado. O reto é um saco grande, mas de paredes finas, que ocupa o quinto posterior das larvas. A liberação de resíduos é controlada pelas válvulas retais que levam ao ânus. Às vezes, as larvas secretam um líquido que consiste em ácido úrico, água e sais. Esses conteúdos são frequentemente levados para fora pelas operárias e ejetados, mas colônias sob estresse hídrico podem consumir os conteúdos. No sistema reprodutivo, as rainhas liberam um feromônio que impede a transacção e a oogênese nas fêmeas virgens; aqueles testados em colônias sem uma rainha começam o desenvolvimento do oócito após o tratamento e assumem a função de postura de ovos. A degeneração dos músculos de voo é iniciada pelos hormônios juvenis e de acasalamento e evitada pela alatectomia do corpo. A histólise começa com a dissolução da miofibrila e a lenta quebra dos miofilamentos. Tal dissolução continua até atingir os únicos materiais livres da linha Z, que também desapareceriam; apenas os núcleos e os corpos lamelares permanecem. Em um estudo, os aminoácidos aumentam na hemolinfa após a inseminação.
O sistema glandular contém quatro glândulas: as glândulas mandibular, maxilar, labial e pós-faríngea. A pós-faríngea é bem desenvolvida na rainha, enquanto as outras glândulas são maiores nas operárias. A glândula pós-faríngea funciona como vácuo para absorver ácidos graxos e triglicerídeos, bem como um ceco gástrico. As funções das outras glândulas permanecem pouco compreendidas. Em um estudo discutindo as enzimas do sistema de digestão de formigas adultas, foi encontrada atividade de lipase nas glândulas mandibulares e labiais, bem como atividade de invertase. A glândula de Dufour encontrada na formiga atua como fonte de feromônios de trilha, embora os cientistas acreditassem que a glândula de veneno era a fonte do feromônio da rainha. O neuropeptídeo ativador da biossíntese do feromônio do neurohormônio é encontrado na formiga que ativa a biossíntese dos feromônios da glândula de Dufour. A glândula espermateca é encontrada em rainhas, que funciona na manutenção do esperma. Os machos parecem não ter essas glândulas, mas aquelas associadas à cabeça são morfologicamente semelhantes às encontradas nas operárias, mas essas glândulas podem agir de maneira diferente.
A formiga enfrenta muitos desafios respiratórios devido ao seu ambiente altamente variável, que pode causar maior dessecação, hipóxia e hipercapnia. Climas quentes e úmidos causam aumento na frequência cardíaca e na respiração, o que aumenta a perda de energia e água. A hipóxia e a hipercapnia podem resultar de colônias de formigas-de-fogo-vermelhas que vivem em montes termorreguladores mal ventilados e ninhos subterrâneos. A troca gasosa descontínua (DGE) pode permitir que as formigas sobrevivam às condições hipercápnicas e hipóxicas frequentemente encontradas em suas tocas; é ideal para se adaptar a essas condições porque permite que as formigas aumentem o período de ingestão de oxigênio e expulsão de dióxido de carbono independentemente através da manipulação do espiráculo. O sucesso da invasão da formiga-de-fogo-vermelha possivelmente pode estar relacionado à sua tolerância fisiológica ao estresse abiótico, sendo mais tolerante ao calor e mais adaptável ao estresse por dessecação do que a formiga-de-fogo-preta. Isso significa que a formiga é menos vulnerável ao estresse por calor e dessecação. Embora a formiga-de-fogo-preta tenha maior conteúdo de corpo de água do que a formiga-de-fogo-vermelha, a formiga-de-fogo-preta é mais vulnerável ao estresse de dessecação. A menor sensibilidade à dessecação se deve a uma menor taxa de perda de água. As colônias que vivem em locais não sombreados e mais quentes tendem a ter tolerância ao calor mais alta do que aquelas que vivem em locais sombreados e mais frios.
A taxa metabólica, que afeta indiretamente a respiração, também é influenciada pela temperatura ambiente. O pico do metabolismo ocorre em cerca de 32 °C. O metabolismo e, portanto, a taxa de respiração, aumenta consistentemente com o aumento da temperatura. O DGE para acima de 25 °C, embora a razão para isso seja atualmente desconhecida. A taxa de respiração também parece ser significativamente influenciada pela casta. Os machos apresentam taxa de respiração consideravelmente maior do que as fêmeas e as operárias, devido, em parte, à sua capacidade de voo e maior massa muscular. Em geral, os machos têm mais músculos e menos gordura, resultando numa maior demanda metabólica de oxigênio. Embora a taxa metabólica seja mais alta a 32 °C, as colônias geralmente prosperam em temperaturas ligeiramente mais baixas (cerca de 25 °C). A alta taxa de atividade metabólica associada a temperaturas mais quentes é um fator limitante no crescimento da colônia porque a necessidade de consumo de alimentos também é aumentada. Como resultado, colônias maiores tendem a ser encontradas em condições mais frias porque as demandas metabólicas necessárias para sustentar uma colônia são reduzidas.

## Distribuição e habitat

Distribuição nativa da formiga-de-fogo-vermelha

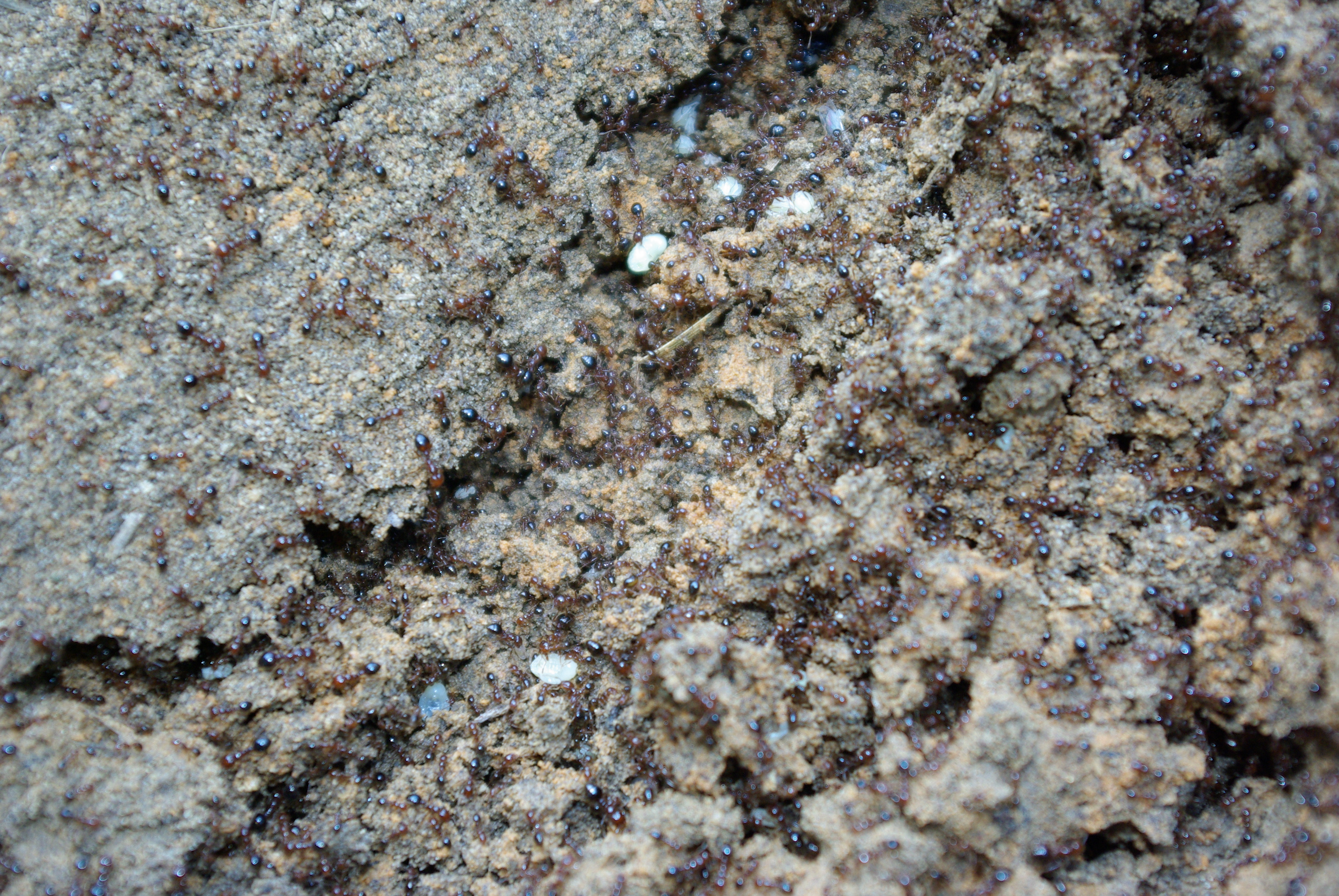
Monte exposto de formiga-de-fogo-vermelha

As formigas-de-fogo-vermelhas são nativas das áreas tropicais da América Central e do Sul, onde têm ampla distribuição geográfica que se estende do sudeste do Peru até o centro da Argentina e ao sul do Brasil. Em contraste com sua distribuição geográfica na América do Norte, sua distribuição na América do Sul é significativamente diferente. Tem distribuição norte-sul extremamente longa, mas uma distribuição leste-oeste muito estreita. O registro mais ao norte é Porto Velho, no Brasil, e seu registro mais ao sul é Resistência, na Argentina; esta é uma distância de cerca de 3 mil quilômetros (1 900 milhas). Em comparação, a largura de sua faixa estreita é de cerca de 350 quilômetros (220 milhas), e é mais provável que seja mais estreita no sul da Argentina e Paraguai e nas áreas do norte da bacia do rio Amazonas. A maioria dos registros conhecidos da formiga-de-fogo-vermelha estão na região do Pantanal brasileiro. No entanto, o interior dessa área não foi examinado a fundo, mas é certo que a espécie ocorre em locais favoráveis ao seu redor. A região do Pantanal é considerada a pátria original da formiga-de-fogo-vermelha; a dispersão de hidrocoro via balsas flutuantes de formigas poderia facilmente explicar as populações do extremo sul ao redor dos rios Paraguai e Guaporé. A extensão ocidental de seu alcance não é conhecida exatamente, mas sua abundância pode ser limitada. Pode ser extensa no extremo leste da Bolívia, devido à presença da região do Pantanal.
Essas formigas são nativas da Argentina, e a formiga-de-fogo-vermelha provavelmente veio daqui quando invadiram os Estados Unidos; em particular, populações dessas formigas foram encontradas nas províncias de Chaco, Corrientes, Formosa, Santiago del Estero, Santa Fé e Tucumã. As regiões do nordeste da Argentina são o palpite mais confiável de onde as formigas invasoras se originam. No Brasil, são encontrados no norte de Mato Grosso e em Rondônia e no estado de São Paulo. A formiga-de-fogo-vermelha e S. saevissima são parapátricas no Brasil, com zonas de contato conhecidas em Mato Grosso do Sul, Paraná e São Paulo. No Paraguai, encontram-se em todo o território nacional, tendo sido registrados nos departamentos de Boquerón, Caaguazú, Canindeyú, Central, Guairá, Ñeembucú, Paraguarí e Presidente Hayes; Trager afirma que a formiga está distribuída em todas as regiões do país. Também são encontradas em grande parte do nordeste da Bolívia e, em menor escala, no noroeste do Uruguai.
A formiga-de-fogo-vermelha é capaz de dominar áreas alteradas e viver numa variedade de habitats. Pode sobreviver ao clima extremo da floresta tropical sul-americana e, em áreas perturbadas, os ninhos são vistos com frequência ao longo de estradas e edifícios. Tem sido observada com frequência ao redor das várzeas do rio Paraguai. Em áreas onde a água está presente, são comumente encontradas ao redor de: canais de irrigação, lagos, lagoas, reservatórios, rios, riachos, margens de rios e manguezais. Os ninhos são encontrados em áreas agrícolas, zonas costeiras, pântanos, remanescentes de dunas costeiras, desertos, florestas, pradarias, florestas naturais, bosques de carvalhos, florestas mésicas, serrapilheira, margens de praias, matagais, ao longo de ferrovias e estradas e em áreas urbanas. Em particular, são encontradas em terras cultivadas, florestas e plantações manejadas, áreas perturbadas, sistemas de produção pecuária intensiva e estufas. Verificou-se que formigas-de-fogo-vermelhas invadem edifícios, incluindo instalações médicas. Em áreas urbanas, as colônias vivem em áreas abertas, especialmente se a área estiver ensolarada. Isso inclui: jardins urbanos, áreas para piquenique, gramados, parques infantis, pátios escolares, parques e campos de golfe. Em algumas áreas, há em média 200 montes por acre. Durante o inverno, as colônias se movem sob calçadas ou em edifícios, e as rainhas recém-casadas se mudam para pastagens. As formigas-de-fogo-vermelhas são encontradas principalmente em altitudes entre 5 e 145 metros (16 e 476 pés) acima do nível do mar.
Os montes variam de pequenos a grandes, medindo 10 a 60 centímetros (3,9 a 23,6 polegadas) de altura e 46 centímetros (18 polegadas) de diâmetro, sem entradas visíveis. As operárias só conseguem acessar seus ninhos por uma série de túneis que se projetam da região central. Tais saliências podem se estender por até 25 pés de distância do monte central, diretamente para baixo no chão ou, mais comumente, lateralmente do monte original. Construídos a partir do solo, os montes são orientados de modo que as longas porções do monte fiquem voltadas para o sol durante o início da manhã e antes do pôr do sol. Os montes são geralmente de forma oval com o longo eixo do ninho orientando-se na direção norte-sul. Essas formigas também gastam grandes quantidades de energia na construção do ninho e no transporte da cria, o que está relacionado com a termorregulação. A ninhada é transportada para áreas onde as temperaturas são altas; as operárias rastreiam os padrões de temperatura do monte e não dependem de hábitos comportamentais. Dentro dos ninhos, os montes contêm uma série de túneis horizontais estreitos, com poços e nós subterrâneos atingindo raízes de grama de 10 a 20 centímetros (3,9 a 7,9 polegadas) abaixo da superfície; esses poços e nós conectam os túneis do monte às câmaras subterrâneas. Essas câmaras têm cerca de 5 centímetros quadrados (0,77 polegada quadrada) e atingem profundidades de 10 a 80 centímetros (3,9 a 31,5 polegadas). O número médio de formigas em uma única câmara subterrânea é de cerca de 200.

### Introduções

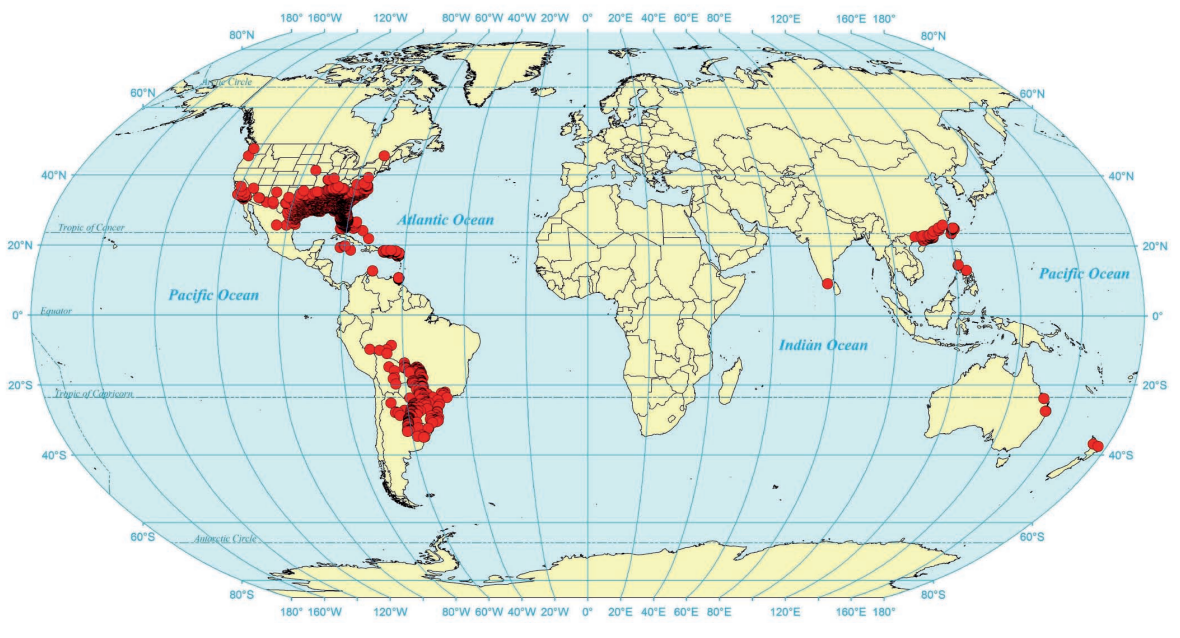
Registros de distribuição mundial da formiga-de-fogo-vermelha: Registros na Índia e nas Filipinas precisam de confirmação adicional

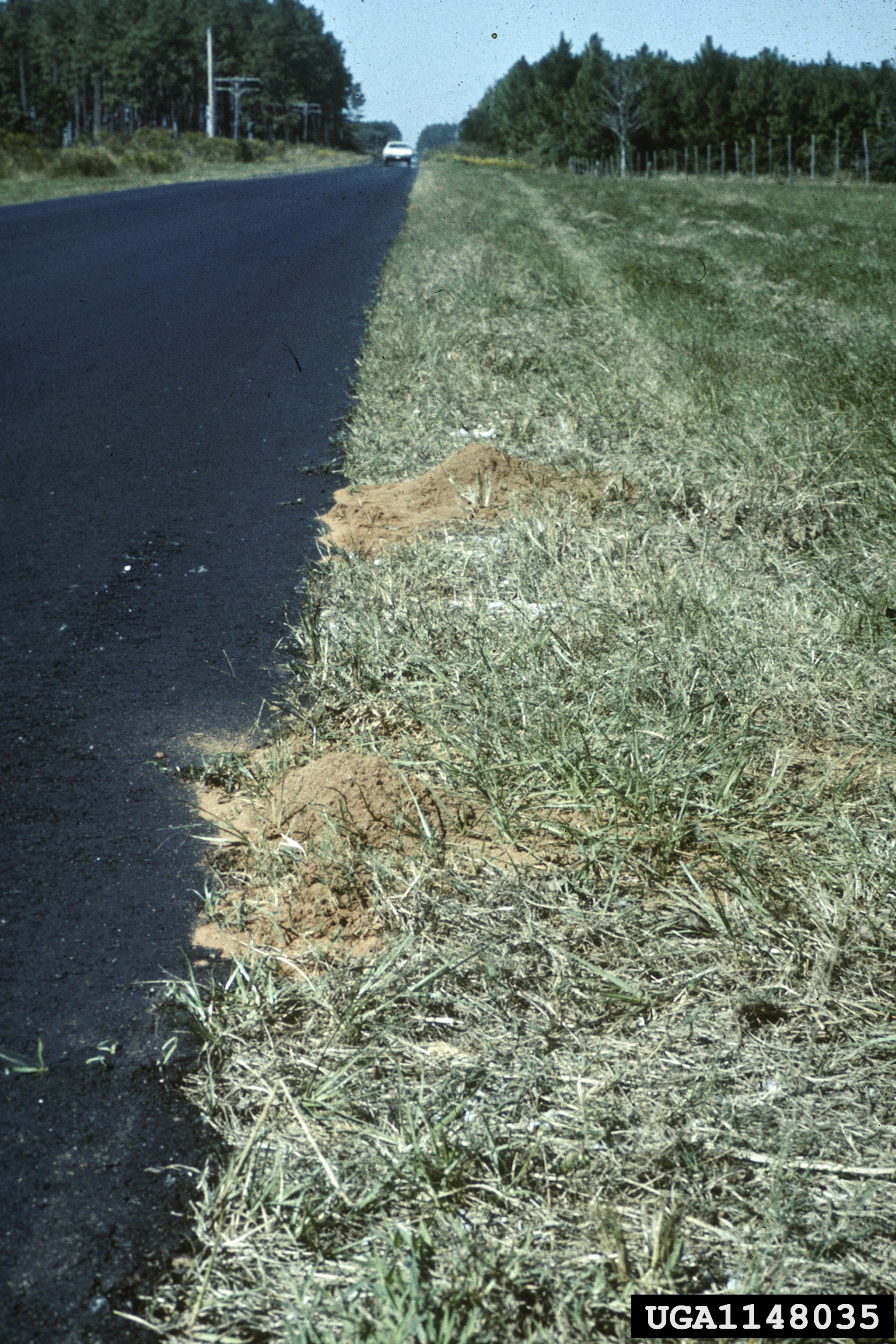
Montes encontrados ao longo de uma estrada nos Estados Unidos

As formigas-de-fogo-vermelhas estão entre as piores espécies invasoras do mundo. Alguns cientistas consideram-na uma "especialista em distúrbios"; a perturbação humana ao meio ambiente pode ser um fator importante por trás do impacto das formigas (elas tendem a favorecer áreas perturbadas). Isso é demonstrado por meio de um experimento, demonstrando que cortar e arar nas áreas estudadas diminuiu a diversidade e abundância de espécies de formigas nativas, enquanto as formigas-de-fogo-vermelhas encontradas em áreas florestais não perturbadas diminuíram apenas algumas espécies.
Nos Estados Unidos, chegou pela primeira vez ao porto marítimo de Mobile, Alabama, em um cargueiro entre 1933 e 1945.[b][c] Chegando com uma estimativa 9 a 20 rainhas não relacionadas, era rara na época, pois os entomólogos não conseguiram coletar nenhum espécime (com as primeiras observações feitas em 1942, precedidas por uma expansão populacional em 1937); a população dessas formigas explodiu na década de 1950. Desde sua introdução nos Estados Unidos, se espalhou pelos estados do sul e nordeste do México, afetando negativamente a vida selvagem e causando danos econômicos. A expansão das formigas-de-fogo-vermelhas pode ser limitada, uma vez que são quase eliminadas durante os invernos do Tenessi, portanto, podem estar atingindo seu alcance mais ao norte. No entanto, o aquecimento global pode permitir que expanda seu alcance geográfico. A partir de 2004, a formiga é encontrada em 13 estados e ocupa mais de 128 milhões de hectares de terra, e até 400 montes podem ser encontrados em um único acre de terra. O Departamento de Agricultura dos Estados Unidos estima que se expandem 120 milhas (193 quilômetros) para o oeste por ano. Provavelmente devido à ausência de competidores sul-americanos - e menor número de competidores nativos - domina mais nectários extraflorais e fontes de melada de hemípteros no sul dos Estados Unidos do que em sua área de origem.
Formigas-de-fogo-vermelhas foram descobertas pela primeira vez em Queenslândia, Austrália, em 2001. Acredita-se que as formigas estavam presentes em contêineres que chegavam ao porto de Brisbane, provavelmente da América do Norte. Evidências anedóticas sugerem que as formigas podem ter estado presentes na Austrália por seis a oito anos antes da identificação formal. O dano potencial da formiga-de-fogo-vermelha levou o governo australiano a responder rapidamente. Um financiamento conjunto estadual e federal de A$ 175 milhões foi concedido para um programa de erradicação de seis anos. Após anos de erradicação, foram relatadas taxas de erradicação superiores a 99% de propriedades previamente infestadas. O programa recebeu financiamento estendido da Comunidade das Nações de cerca de A$ 10 milhões por pelo menos mais dois anos para tratar as infestações residuais encontradas mais recentemente. Em dezembro de 2014, um ninho foi identificado em Port Botany, Sydney, em Nova Gales do Sul. O porto foi colocado em quarentena e uma operação de remoção ocorreu. Em setembro de 2015, populações originárias dos Estados Unidos foram encontradas num aeroporto de Brisbane.
As formigas-de-fogo-vermelhas se espalharam além da América do Norte. O Invasive Species Specialist Group (ISSG) relata a formiga habitando três das ilhas Caimã. No entanto, as fontes citadas pelo ISSG não fornecem nenhum relatório sobre elas na ilha, mas coletas recentes indicam que estão presentes. Em 2001, formigas foram descobertas na Nova Zelândia, mas foram erradicadas com sucesso vários anos depois. Também foram relatadas na Índia, Malásia, Filipinas e Singapura. No entanto, esses relatórios foram considerados incorretos, pois as formigas coletadas lá foram identificadas incorretamente. Em Singapura, as formigas provavelmente também foram identificadas incorretamente. Na Índia, após as formigas serem pesquisadas no taluca de Satur, o país confirmou altas populações; entretanto, nenhum relato da formiga foi feito fora da área pesquisada. Em 2016, os cientistas afirmam que, apesar de não haver presença da formiga na Índia, provavelmente encontrará habitats adequados no ecossistema da Índia se tiver a oportunidade. Os relatórios nas Filipinas provavelmente identificaram erroneamente o material coletado, já que nenhuma população foi encontrada. Foi descoberta em Honcongue e na China continental em 2004, onde se espalhou por várias províncias, bem como Macau e Taiuã. Nenhuma barreira geográfica ou climática impede que se espalhem ainda mais, portanto, pode se espalhar pelas regiões tropicais e subtropicais da Ásia. Na Europa, um único ninho foi encontrado na Holanda em 2002.
Por volta de 1980, formigas-de-fogo-vermelhas começaram a se espalhar pelas Índias Ocidentais, onde foram relatadas pela primeira vez em Porto Rico e nas Ilhas Virgens Americanas. Entre 1991 e 2001, foram registrada em Trindade e Tobago, várias áreas nas Baamas, Ilhas Virgens Britânicas, Antígua e Ilhas Turcas e Caicos. Desde então, foram registradas em mais ilhas e regiões, com novas populações descobertas em: Anguila, São Martinho, Barbuda, Monserrate, São Cristóvão, Neves, Aruba e Jamaica. As formigas registradas em Aruba e Jamaica só foram encontradas em campos de golfe; esses cursos importam grama da Flórida, portanto, essa importação pode ser uma maneira importante para a formiga se espalhar pelas Índias Ocidentais.
As populações encontradas fora da América do Norte são originárias dos Estados Unidos. Em 2011, o DNA de espécimes da Austrália, China e Taiuã foi analisado com resultados mostrando que estão relacionados aos dos Estados Unidos. Apesar de sua disseminação, S. geminata tem distribuição geográfica maior do que a formiga-de-fogo-vermelha, mas pode ser facilmente deslocada por ela. Por causa disso, quase todo o seu alcance exótico na América do Norte foi perdido e a formiga quase desapareceu lá. Em estradas na Flórida, 83% desses locais tinham S. geminata presente quando a formiga-de-fogo-vermelha estava ausente, mas apenas 7% quando estava presente. Isso significa que a formiga provavelmente pode invadir muitas regiões tropicais e subtropicais onde as populações de S. geminata estão presentes.

## Comportamento e ecologia

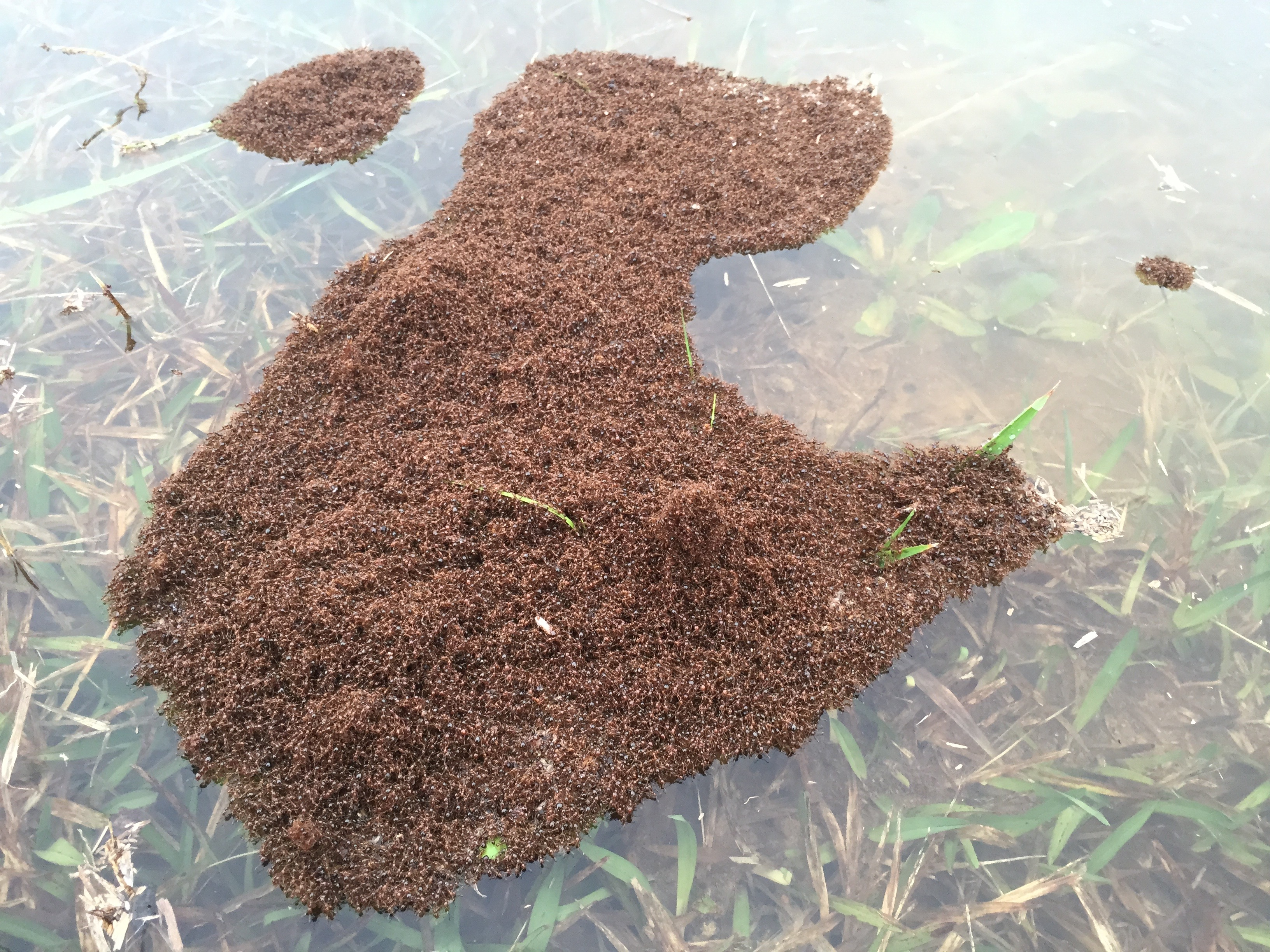
Uma "jangada" flutuante de formigas-de-fogo-vermelhas na Carolina do Norte é vista sobre uma terra que normalmente forma a margem de um lago. A terra ficou submersa devido à chuva excessiva e inundações resultantes que inundaram o ninho. A jangada está ancorada em algumas folhas de grama que se estendem acima da superfície da água

As formigas-de-fogo-vermelhas são extremamente resistentes e se adaptaram para lidar com condições de inundação e seca. Se as formigas sentem o aumento dos níveis de água em seus ninhos, se unem e formam uma bola ou jangada que flutua, com as operárias do lado de fora e a rainha do lado de dentro. A ninhada é transportada à superfície mais alta. Também são usados como estrutura de fundação da jangada, com exceção dos ovos e larvas menores. Antes de submergir, as formigas se jogam na água e cortam as conexões com a terra seca. Em alguns casos, os trabalhadores podem remover deliberadamente todos os machos da jangada, resultando no afogamento dos machos. A longevidade de uma jangada pode chegar a 12 dias. As formigas que estão presas debaixo d'água escapam subindo à superfície usando bolhas que são coletadas do substrato submerso. Devido à sua maior vulnerabilidade a predadores, as formigas-de-fogo-vermelhas são significativamente mais agressivas no rafting. Os trabalhadores tendem a fornecer doses mais altas de veneno, o que reduz a ameaça de ataque de outros animais. Devido a isso, e porque uma força de trabalho maior de formigas está disponível, as jangadas são potencialmente perigosas para aqueles que as encontram.
Comportamento necrofórico ocorre na formiga-de-fogo-vermelha. As operárias descartam alimentos não consumidos e outros resíduos do ninho. O componente ativo não foi identificado, mas os ácidos graxos acumulados como resultado da decomposição foram implicados e pedaços de papel revestidos com ácido oleico sintético normalmente provocaram resposta necrofórica. O processo por trás desse comportamento em formigas-de-fogo-vermelhas foi confirmado por Blum (1970): gorduras insaturadas, como ácido oleico, provocam comportamento de remoção de cadáveres. As operárias também apresentam respostas diferenciadas em relação a operárias e pupas mortas. Operárias mortas geralmente são retiradas do ninho, enquanto as pupas podem levar um dia para ocorrer resposta necrófora. As pupas infectadas por Metarhizium anisopliae são geralmente descartadas pelas operárias numa taxa maior; 47,5% dos cadáveres não afetados são descartados num dia, mas para cadáveres afetados esse número é de 73,8%.
As formigas-de-fogo-vermelhas têm impactos negativos na germinação das sementes. A extensão do dano, no entanto, depende de quanto tempo as sementes são vulneráveis (secar e germinar) e da abundância de formigas. Um estudo mostrou que, enquanto essas formigas são atraídas e removem sementes que se adaptaram à dispersão de formigas, formigas-de-fogo-vermelhas danificam essas sementes ou as movem para locais desfavoráveis para germinação. Em sementes dadas a colônias, 80% das sementes de Sanguinaria canadensis foram escarificadas e 86% das sementes de Viola rotundifolia foram destruídas. Pequenas porcentagens de sementes de pinheiro-longo (Pinus palustris) depositadas por operárias germinam com sucesso, fornecendo assim evidências de que as formigas-de-fogo-vermelhas ajudam no movimento das sementes no ecossistema do pinheiro-longo. As sementes portadoras de elaiossoma são coletadas numa taxa mais alta em contraste com as sementes não portadoras de elaiossoma e não as armazenam em seus ninhos, mas sim em pilhas de lixo na superfície nas proximidades do monte.

### Forrageamento e comunicação

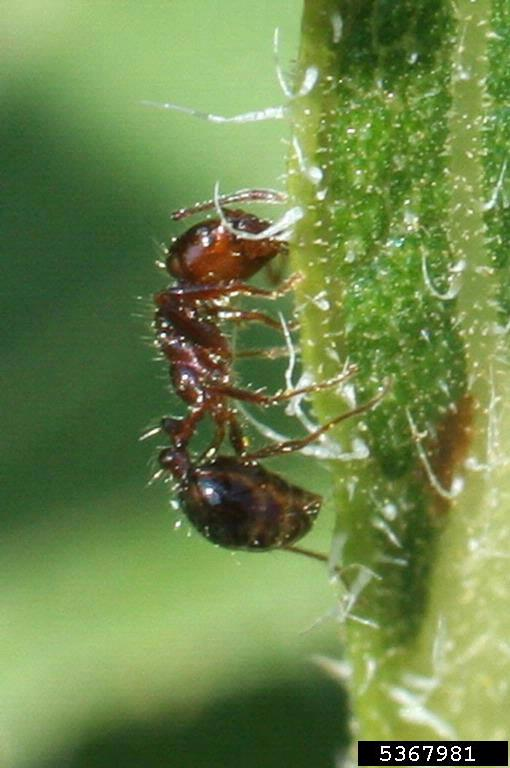
Operária forrageando num girassol (Helianthus annuus)

As colônias da formiga-de-fogo-vermelha têm superfícies de túneis que se projetam das superfícies onde as operárias se alimentam. Essas áreas de protuberância tendem a estar dentro de seu próprio território, mas uma maior colonização de formigas pode afetar isso. Os túneis são projetados para permitir interações eficazes do corpo, membros e antenas com as paredes, e uma operária também pode se mover excepcionalmente rápido dentro deles (mais de nove comprimentos de corpo por segundo). Os buracos saem de qualquer ponto do território da colônia e as operárias forrageiras podem precisar viajar meio metro para chegar à superfície. Supondo que uma forrageadora média percorra cinco metros, mais de 90% do tempo de forrageamento ocorre dentro dos túneis durante o dia e raramente à noite. As operárias se alimentam em temperaturas do solo que atingem 27 °C (80 °F) e temperaturas de superfície de 12–51 °C (53–123 °F). Operárias expostas a temperaturas de 42 °C (107 °F) correm o risco de morrer por causa do calor. A taxa de operárias em busca de alimento cai rapidamente no outono e raramente emergem durante o inverno. Isto pode ser devido aos efeitos da temperatura do solo e à diminuição da preferência por fontes alimentares. Estas preferências só diminuem quando a produção de crias é baixa. Nas regiões do norte dos Estados Unidos, as áreas são muito frias à formiga se alimentar, mas em outras áreas, como Flórida e Texas, a forragem pode ocorrer durante todo o ano. Quando está chovendo, as operárias não forrageiam ao ar livre, pois os buracos de saída ficam temporariamente bloqueados, os rastros de feromônios são eliminados e as forrageadoras podem ser fisicamente atingidas pela chuva. A umidade do solo também pode afetar o comportamento de forrageamento das operárias.
Quando as operárias estão em busca de alimento, isso é caracterizado por três etapas: busca, recrutamento e transporte. Tendem a procurar mel com mais frequência do que outras fontes de alimento, e o peso dos alimentos não tem impacto no tempo de procura. Podem recrutar outras companheiras de ninho se a comida que encontrarem for muito pesada, demorando até 30 minutos para que o número máximo de operárias recrutadas chegue. Fontes de alimentos mais leves levam menos tempo e geralmente são transportadas rapidamente. As operárias forrageiras tornam-se batedoras e procuram apenas comida fora da superfície, podendo posteriormente morrer duas semanas depois de velhice.
As operárias se comunicam por meio de uma série de semioquímicos e feromônios. Esses métodos de comunicação são usados numa variedade de atividades, como recrutamento de companheiras de ninho, forrageamento, atração e defesa; por exemplo, uma operária pode secretar feromônios de trilha se uma fonte de alimento descoberta for grande demais para ser transportada. Esses feromônios são sintetizados pela glândula de Dufour e podem seguir desde a fonte de alimento descoberta até o ninho. Os componentes desses feromônios de trilha também são específicos da espécie apenas para esta formiga, em contraste com outras formigas com feromônios de cauda comuns. O saco de veneno nesta espécie foi identificado como sendo o novo local de armazenamento do feromônio rainha; esse feromônio é conhecido por provocar orientação em operárias, resultando na deposição de crias. É também um atrativo, onde as operárias se agregam em áreas onde o feromônio foi liberado. Um feromônio de cria está possivelmente presente, já que as operárias são capazes de segregar a cria por idade e casta, o que é seguido por lambidas, escovação e antenação. Se uma colônia estiver sob ataque, as operárias liberarão feromônios de alarme. No entanto, esses feromônios são pouco desenvolvidos nas operárias. As operárias podem detectar pirazinas produzidas pelos alados; essas pirazinas podem estar envolvidas no voo nupcial, bem como em uma resposta de alarme.
As formigas-de-fogo-vermelhas podem distinguir companheiras de ninho e não companheiras de ninho por meio de comunicação química e odores específicos de colônias. As operárias preferem cavar materiais de ninho de sua própria colônia e não do solo de áreas não aninhadas ou de outras colônias de formigas-de-fogo-vermelhas. Um estudo sugere que, como a dieta de uma colônia é semelhante, a única diferença entre o solo aninhado e o não aninhado era a nidificação das próprias formigas. Portanto, as operárias podem transferir o odor das colônias ao solo. O odor das colônias pode ser afetado pelo ambiente, pois as operárias em colônias criadas em laboratório são menos agressivas do que aquelas na natureza. Sinais derivados da rainha são capazes de regular o reconhecimento dos companheiros de ninho nas operárias e nos níveis de aminas. No entanto, estas pistas não desempenham um papel importante no reconhecimento ao nível da colônia, mas podem servir como forma de reconhecimento de castas dentro dos ninhos. As operárias que vivem em sociedades monogínicas tendem a ser extremamente agressivas e atacam intrusos de ninhos vizinhos. Em colônias sem rainha, a adição de rainhas ou operárias estrangeiras não aumenta a agressão entre a população.

### Dieta
As formigas-de-fogo-vermelhas são onívoras e as forrageadoras são consideradas necrófagas e não predadoras. A dieta das formigas consiste em mamíferos mortos, artrópodes, insetos, minhocas, vertebrados e alimentos sólidos, como sementes. No entanto, esta espécie prefere alimentos líquidos a sólidos. O alimento líquido que as formigas coletam são substâncias doces de plantas ou hemípteros produtores de melada. As presas dos artrópodes podem incluir adultos dípteros, larvas e pupas e cupins. Sabe-se que o consumo de aminoácidos de açúcar afeta o recrutamento de operárias para plantar néctares. Plantas mímicas com açúcar raramente têm operárias para se alimentar delas, enquanto aquelas com açúcar e aminoácidos têm números consideráveis. Os habitats onde vivem podem determinar os alimentos que mais recolhem; por exemplo, as taxas de sucesso de forragem para alimentos sólidos são mais altas em locais à beira de lagos, enquanto altos níveis de fontes líquidas foram coletados em locais de pastagem. Dietas específicas também podem alterar o crescimento de uma colônia, com colônias de laboratório apresentando alto crescimento se alimentadas com água com mel. As colônias que se alimentam de insetos e de água com açúcar podem crescer excepcionalmente num curto período de tempo, enquanto as que não se alimentam de água com açúcar crescem substancialmente mais lentamente. As colônias que não se alimentam de insetos cessam totalmente a produção de crias. Ao todo, o volume de alimento digerido pelos companheiros de ninho é regulado dentro das colônias. As larvas são capazes de exibir apetites independentes por fontes como proteínas sólidas, soluções de aminoácidos e soluções de sacarose, e também preferem essas fontes a soluções diluídas. Tal comportamento se deve à sua capacidade de comunicar a fome aos trabalhadores. A taxa de consumo depende do tipo, concentração e estado do alimento de que se alimentam. As operárias tendem a recrutar mais companheiros de ninho para fontes de alimentos cheias de altos níveis de sacarose do que para proteínas.
A distribuição de alimentos desempenha um papel importante numa colônia. Este comportamento varia nas colônias, com as operárias pequenas recebendo mais alimentos do que as operárias maiores se uma colónia pequena for gravemente privada de alimentos. Em colónias maiores, contudo, as operárias maiores recebem mais alimentos. As operárias podem doar água com açúcar de forma eficiente para outras companheiras de ninho, algumas atuando como doadoras. Estes “doadores” distribuem as suas fontes de alimentos aos destinatários, que também podem actuar como doadores. As operárias também podem compartilhar uma porção maior de sua comida com outras companheiras de ninho. Nas colônias que não passam fome, a comida ainda é distribuída entre as operárias e as larvas. Um estudo mostra que mel e óleo de soja foram dados às larvas após 12 a 24 horas após serem retidos pelas operárias. A distribuição proporcional destas fontes de alimento foi de 40% para as larvas e 60% para o trabalhador para o mel, e para o óleo de soja este valor foi de cerca de 30 e 70%, respectivamente. As formigas vermelhas importadas também armazenam fontes específicas de alimentos, como pedaços de insetos, em vez de consumi-los imediatamente. Essas peças são geralmente transportadas abaixo da superfície do monte e nos locais mais secos e quentes.
Esta espécie se envolve em trofalaxia com as larvas. Independentemente dos atributos e condições de cada larva, são alimentadas aproximadamente com a mesma quantidade de alimento líquido. A taxa de trofalaxia pode aumentar com a privação alimentar das larvas, mas esse aumento depende do tamanho de cada larva. As larvas alimentadas regularmente tendem a receber pequenas quantidades. Para atingir a saciedade, todas as larvas, independentemente do seu tamanho, geralmente requerem o equivalente a oito horas de alimentação.